# Saison 2014 de l'équipe cycliste Wanty-Groupe Gobert

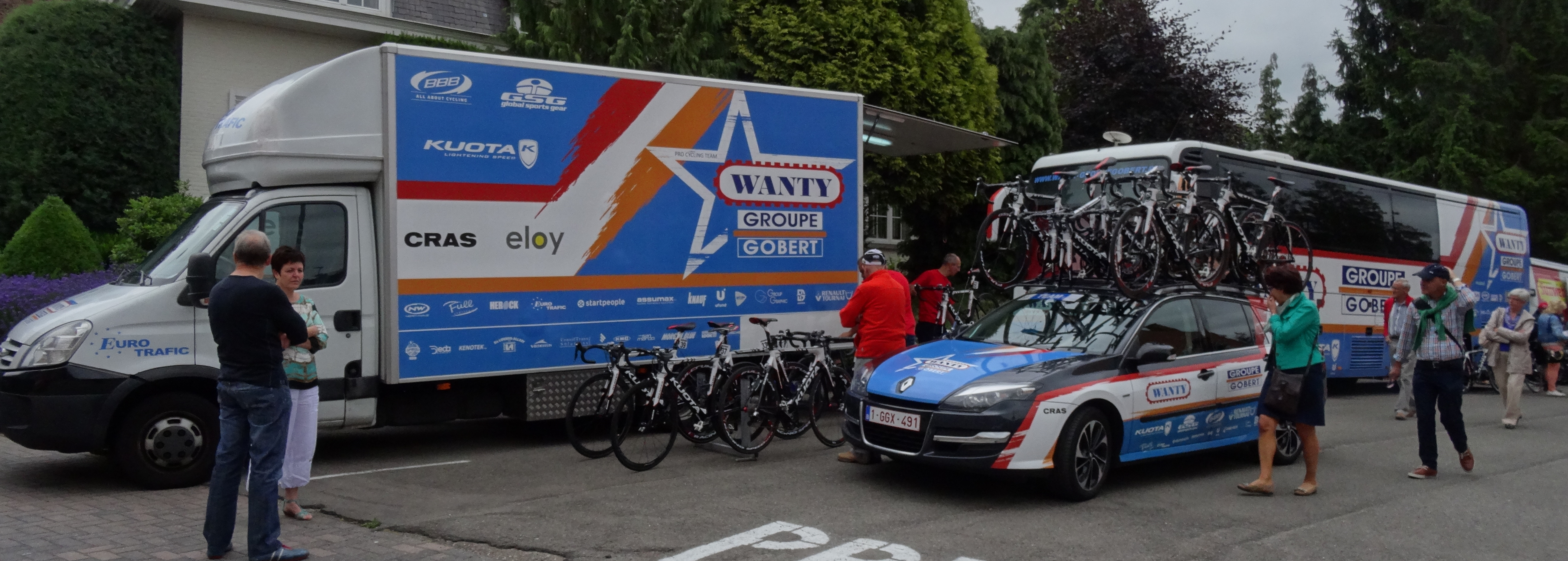
Le camion, une des voitures et le bus de Wanty-Groupe Gobert peu avant le départ du Tour du Limbourg 2014 à Tongres.

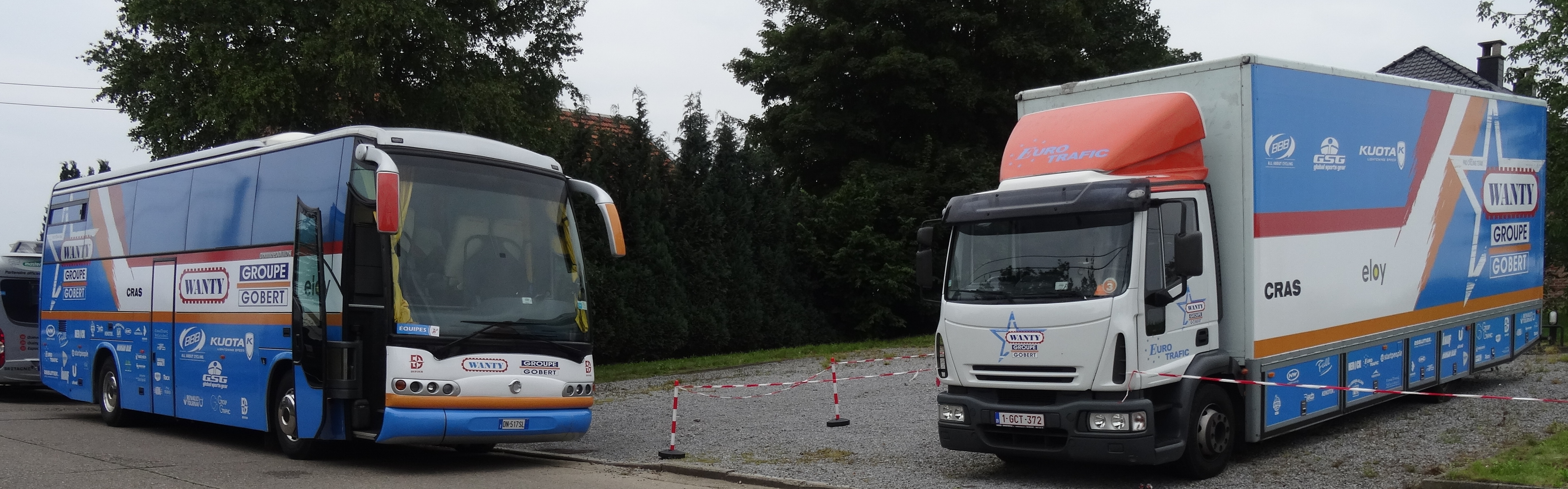
Le bus et le camion lors de la 5e étape du Tour de Wallonie 2014 à Alleur (Ans).

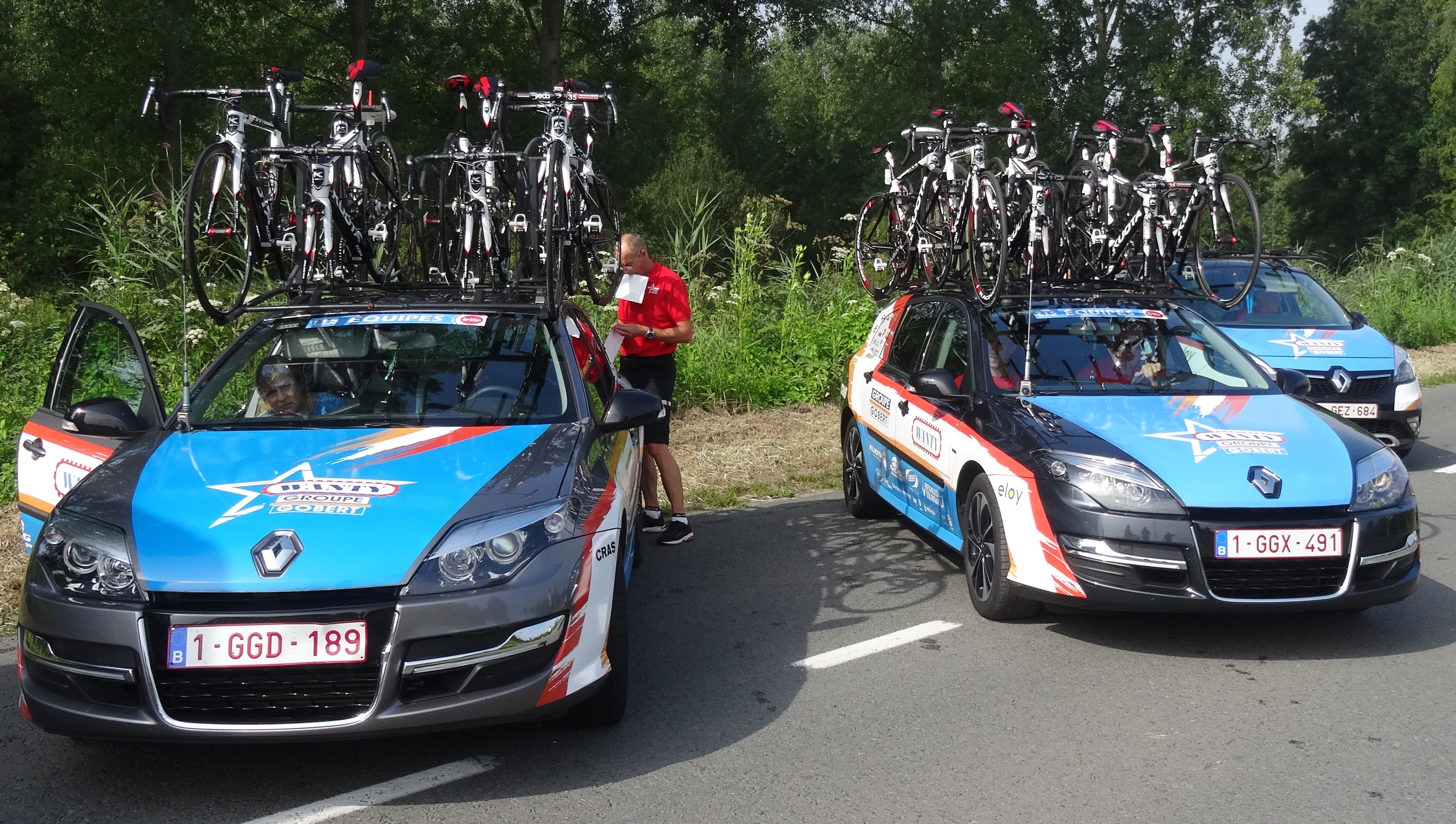
Trois voitures de l'équipe lors de la 2e étape du Tour de Wallonie 2014 à Péronnes-lez-Antoing (Antoing).

La saison 2014 de l'équipe cycliste Wanty-Groupe Gobert est la septième de l'équipe.

## Préparation de la saison 2014

### Arrivées et départs
| Arrivées           | Équipe 2013                 |
| ------------------ | --------------------------- |
| Frederik Backaert  | EFC-Omega Pharma-Quick Step |
| Jérôme Baugnies    | To Win-Josan                |
| Francis De Greef   | Lotto-Belisol               |
| Laurens De Vreese  | Topsport Vlaanderen-Baloise |
| Jan Ghyselinck     | Cofidis                     |
| Michel Kreder      | Garmin-Sharp                |
| Wesley Kreder      | Vacansoleil-DCM             |
| Björn Leukemans    | Vacansoleil-DCM             |
| Marco Minnaard     | Rabobank Development        |
| Fréderique Robert  | Lotto-Belisol               |
| Kevin Seeldraeyers | Astana                      |
| Mirko Selvaggi     | Vacansoleil-DCM             |
| Nico Sijmens       | Cofidis                     |
| Frederik Veuchelen | Vacansoleil-DCM             |

| Départs           | Équipe 2014                     |
| ----------------- | ------------------------------- |
| Steven Caethoven  | Decock-Woningbouw Vandekerkhove |
| Andy Cappelle     | retraite                        |
| Davy Commeyne     | Smartphoto                      |
| Will Routley      | Optum-Kelly Benefit Strategies  |
| Staf Scheirlinckx | retraite                        |
| Stefan van Dijk   | retraite                        |
| Jurgen Van Goolen | retraite                        |
| Benjamin Verraes  | Josan-To Win                    |
| Nicolas Vogondy   | Pro Immo Nicolas Roux           |

## Coureurs et encadrement technique

### Effectif

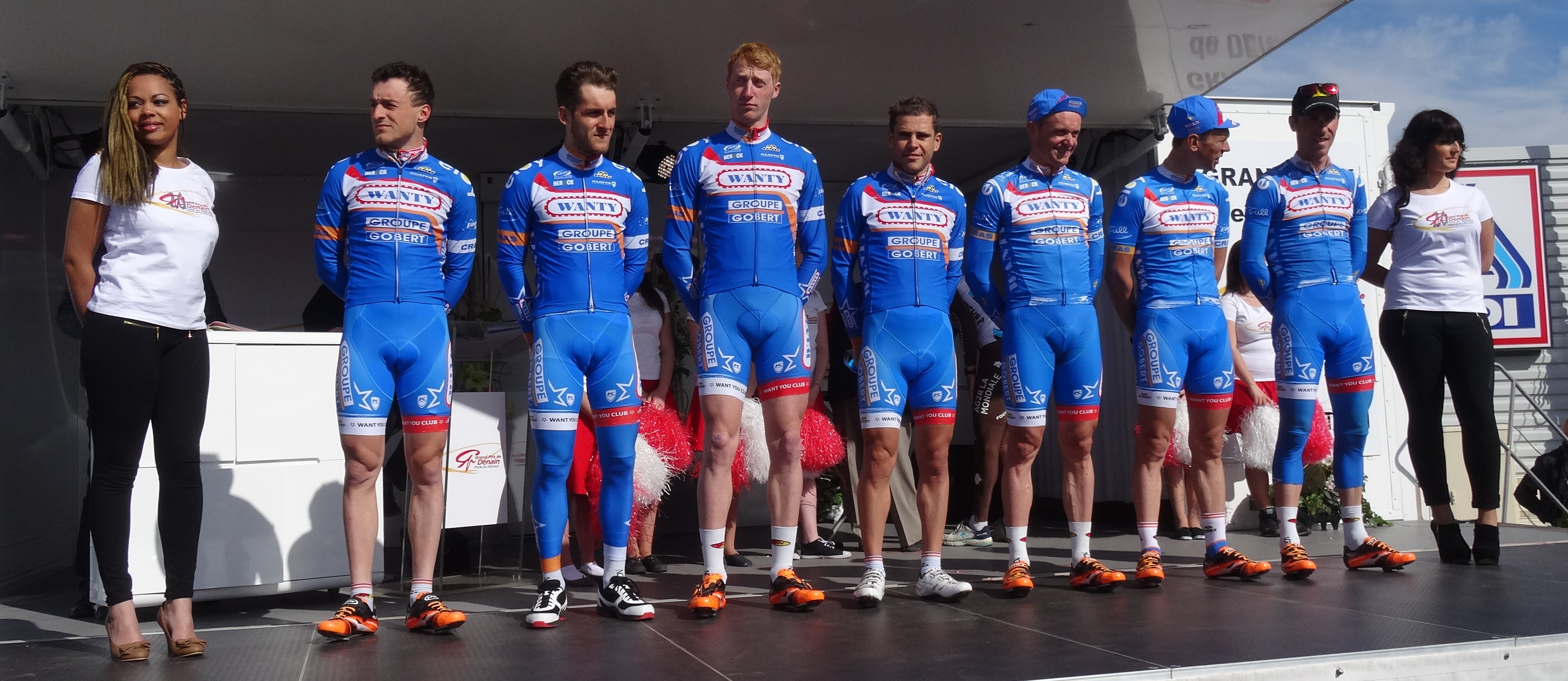
Fréderique Robert, Tim De Troyer, Frederik Backaert, Jérôme Gilbert, James Vanlandschoot, Nico Sijmens et Grégory Habeaux lors du Grand Prix de Denain 2014.

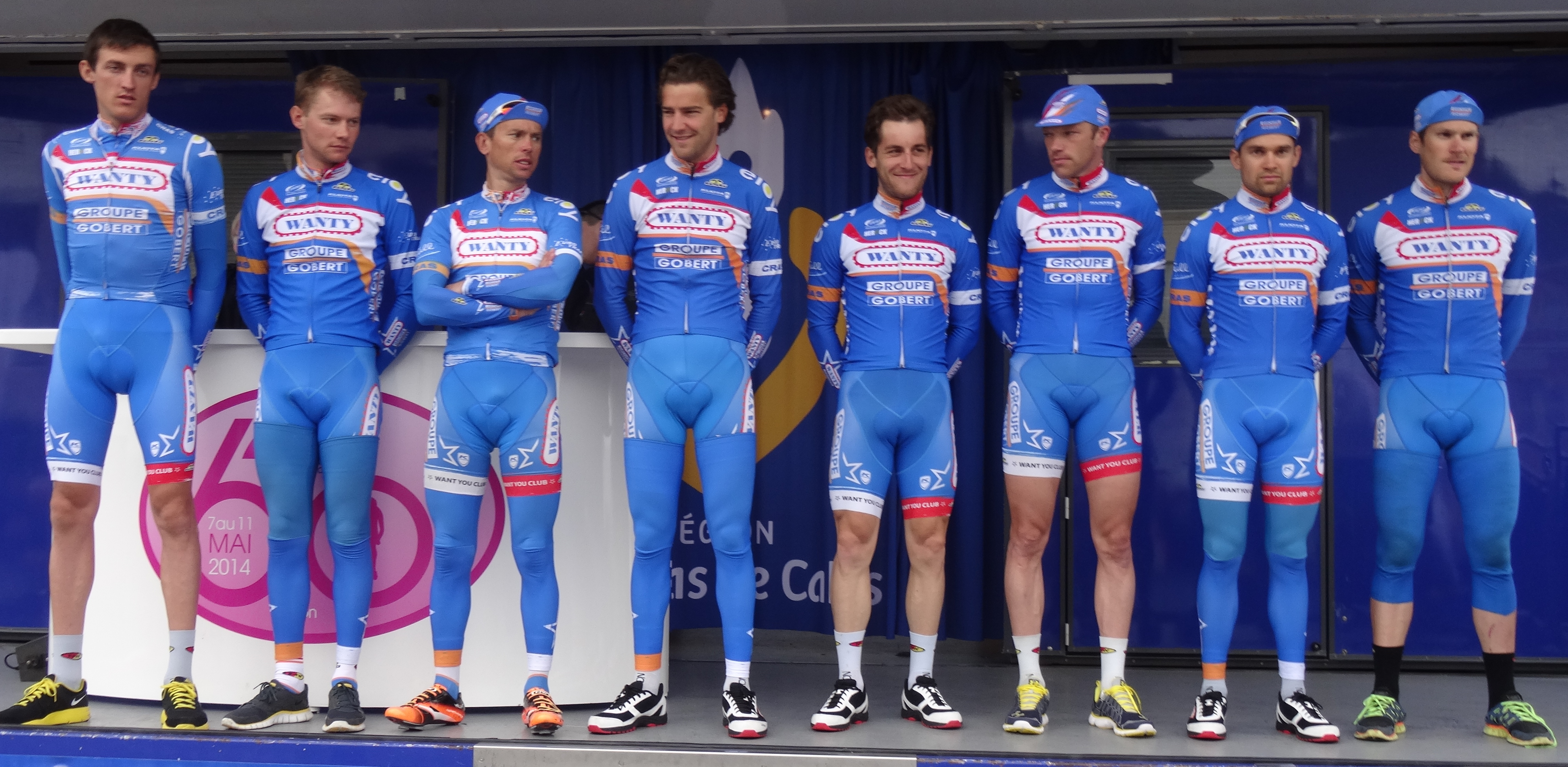
Francis De Greef, Jan Ghyselinck, Nico Sijmens, Laurens De Vreese, Tim De Troyer, Frederik Veuchelen, Marco Minnaard et Jempy Drucker lors des Quatre Jours de Dunkerque 2014.

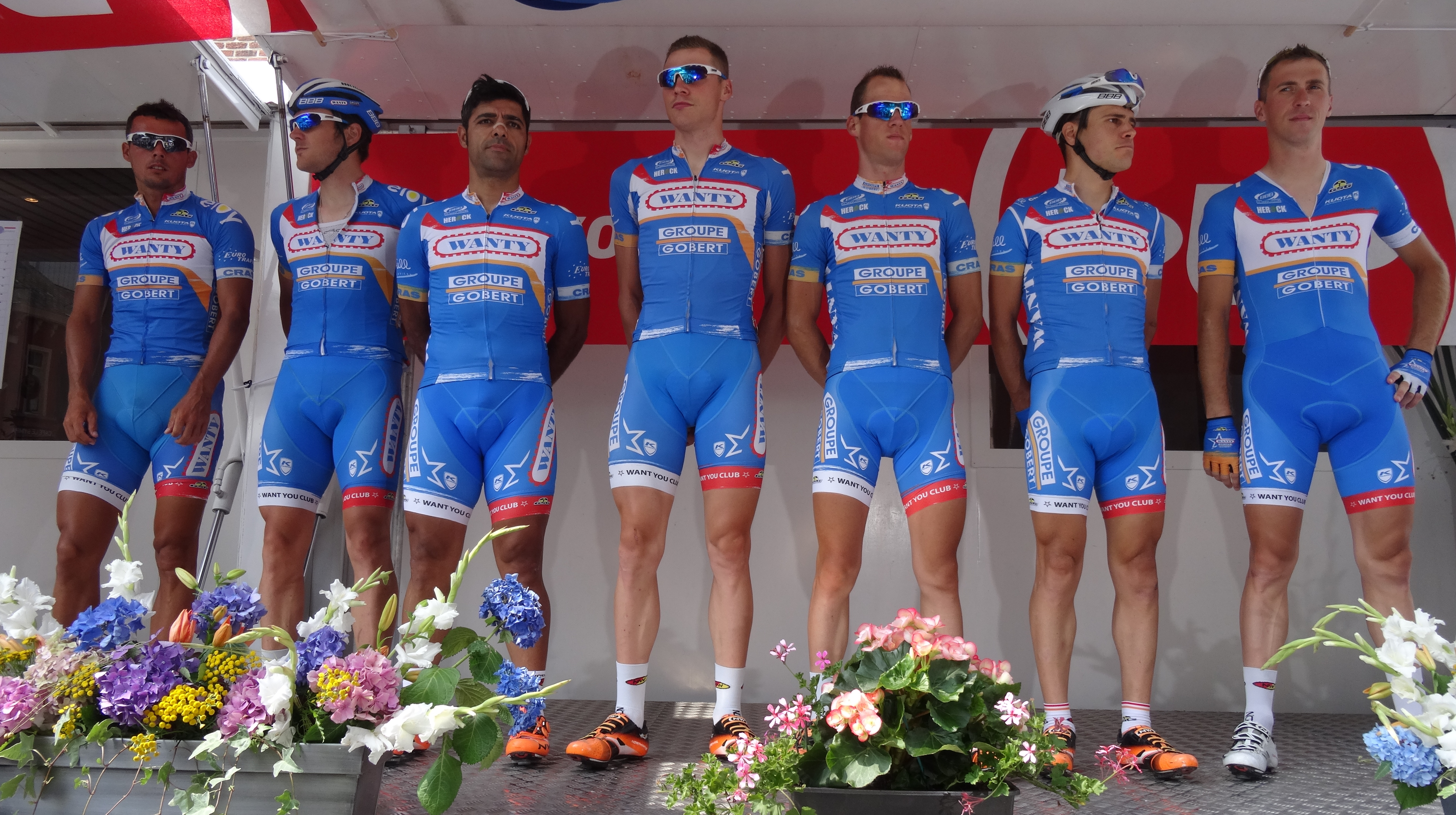
L'équipe lors du Tour de Wallonie 2014.

| Cycliste            | Date de naissance | Nationalité | Équipe 2013                 |
| ------------------- | ----------------- | ----------- | --------------------------- |
| Frederik Backaert   | 13 mars 1990      | Belgique    | EFC-Omega Pharma-Quick Step |
| Jérôme Baugnies     | 1er avril 1987    | Belgique    | To Win-Josan                |
| Francis De Greef    | 2 février 1985    | Belgique    | Lotto-Belisol               |
| Tim De Troyer       | 11 août 1990      | Belgique    | Accent Jobs-Wanty           |
| Laurens De Vreese   | 29 septembre 1988 | Belgique    | Topsport Vlaanderen-Baloise |
| Thomas Degand       | 13 mai 1986       | Belgique    | Accent Jobs-Wanty           |
| Jempy Drucker       | 3 septembre 1986  | Luxembourg  | Accent Jobs-Wanty           |
| Jan Ghyselinck      | 24 février 1988   | Belgique    | Cofidis                     |
| Jérôme Gilbert      | 22 janvier 1984   | Belgique    | Accent Jobs-Wanty           |
| Grégory Habeaux     | 20 octobre 1982   | Belgique    | Accent Jobs-Wanty           |
| Roy Jans            | 15 septembre 1990 | Belgique    | Accent Jobs-Wanty           |
| Michel Kreder       | 15 août 1987      | Pays-Bas    | Garmin-Sharp                |
| Wesley Kreder       | 4 novembre 1990   | Pays-Bas    | Vacansoleil-DCM             |
| Björn Leukemans     | 1er juillet 1977  | Belgique    | Vacansoleil-DCM             |
| Marco Minnaard      | 11 avril 1989     | Pays-Bas    | Rabobank Development        |
| Danilo Napolitano   | 31 janvier 1981   | Italie      | Accent Jobs-Wanty           |
| Fréderique Robert   | 25 janvier 1989   | Belgique    | Lotto-Belisol               |
| Kevin Seeldraeyers  | 12 septembre 1986 | Belgique    | Astana                      |
| Mirko Selvaggi      | 11 février 1985   | Italie      | Vacansoleil-DCM             |
| Nico Sijmens        | 1er avril 1978    | Belgique    | Cofidis                     |
| Kévin Van Melsen    | 1er avril 1987    | Belgique    | Accent Jobs-Wanty           |
| James Vanlandschoot | 26 août 1978      | Belgique    | Accent Jobs-Wanty           |
| Frederik Veuchelen  | 4 septembre 1978  | Belgique    | Vacansoleil-DCM             |
| Stagiaire           | Date de naissance | Nationalité | Équipe 2014                 |
| Alexander Maes      | 20 juin 1993      | Belgique    | BCV Works-Soenens           |
| Lander Seynaeve     | 29 mai 1992       | Belgique    | EFC-Omega Pharma-Quick Step |

Portraits
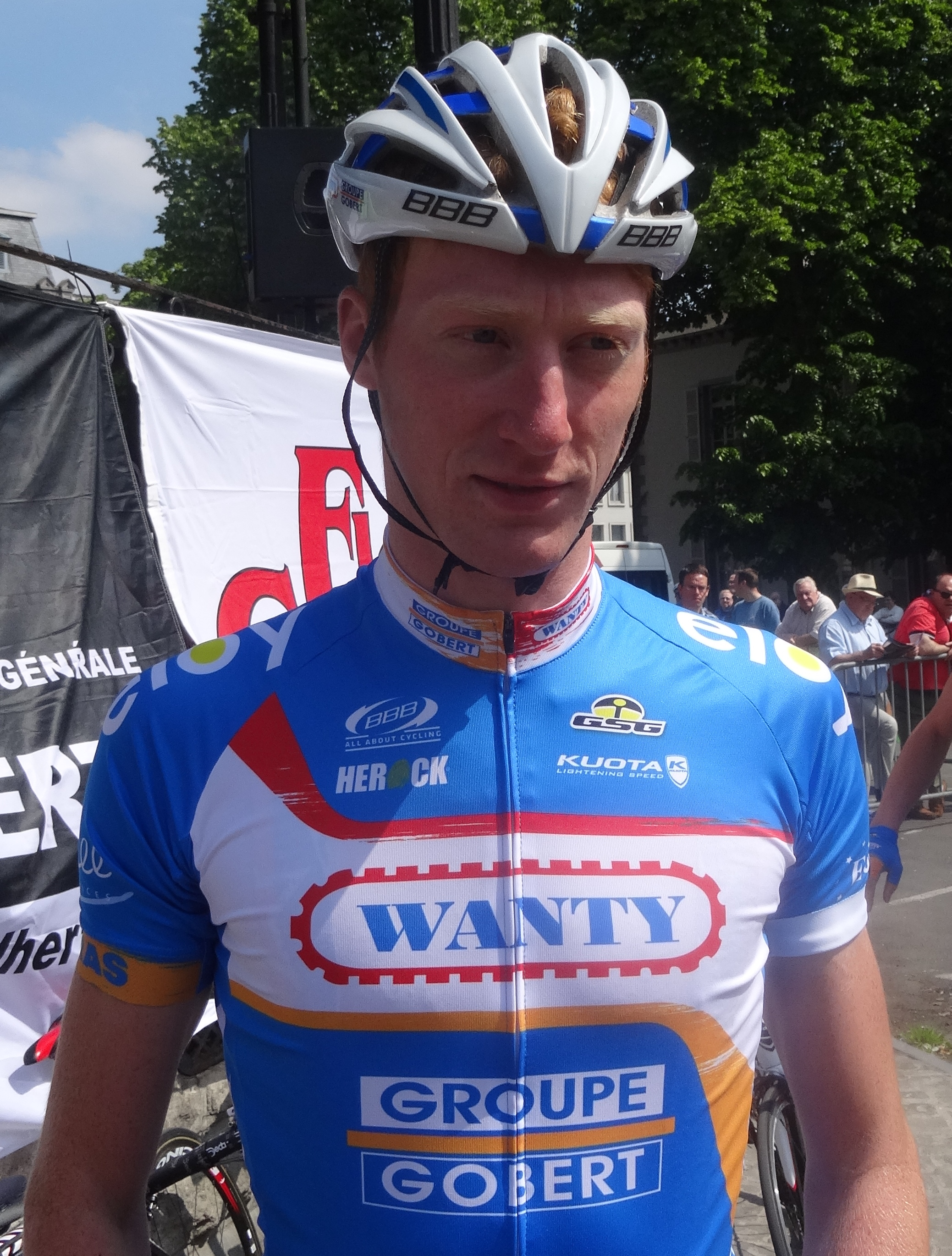
Frederik Backaert.
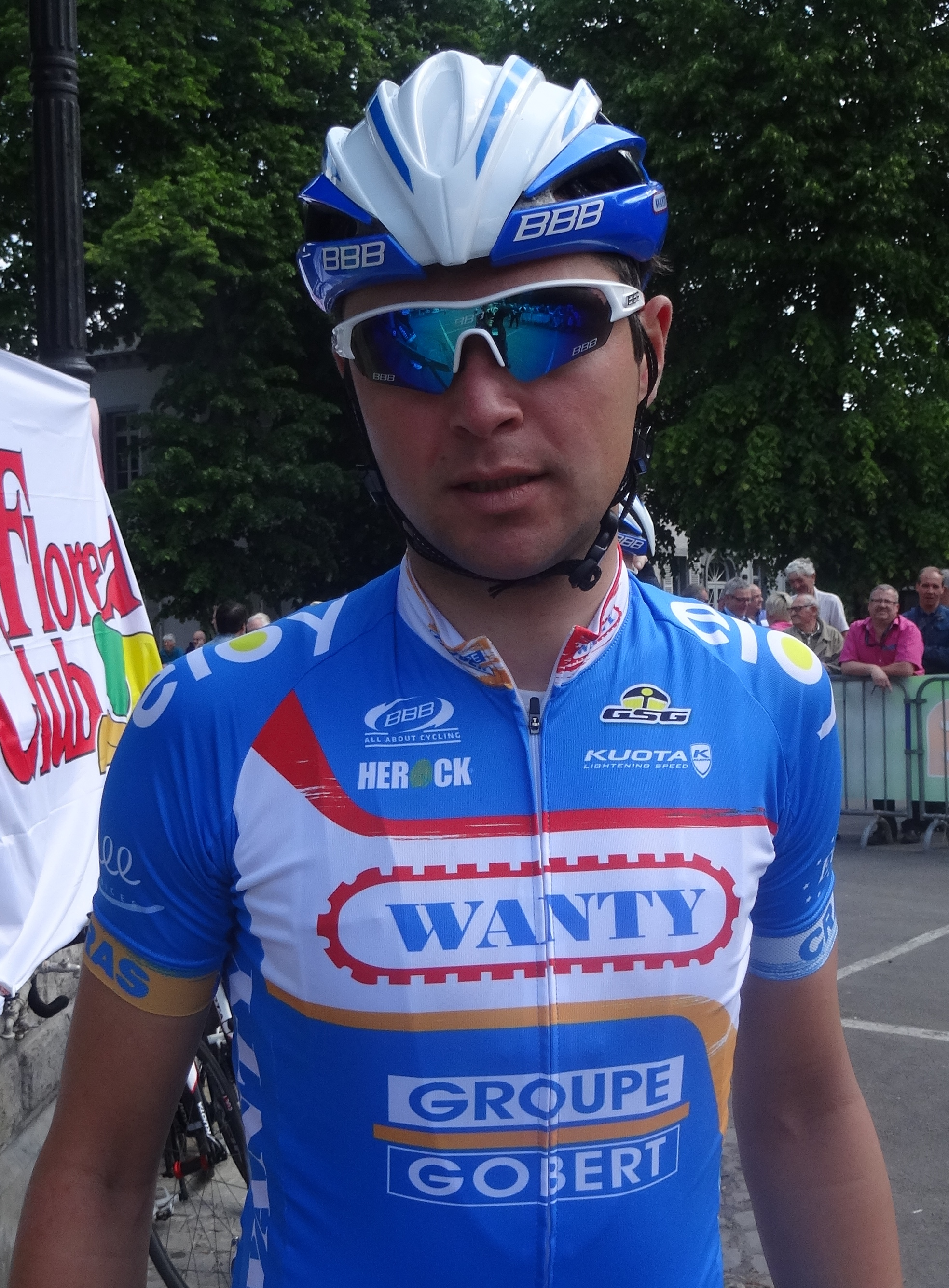
Jérôme Baugnies.
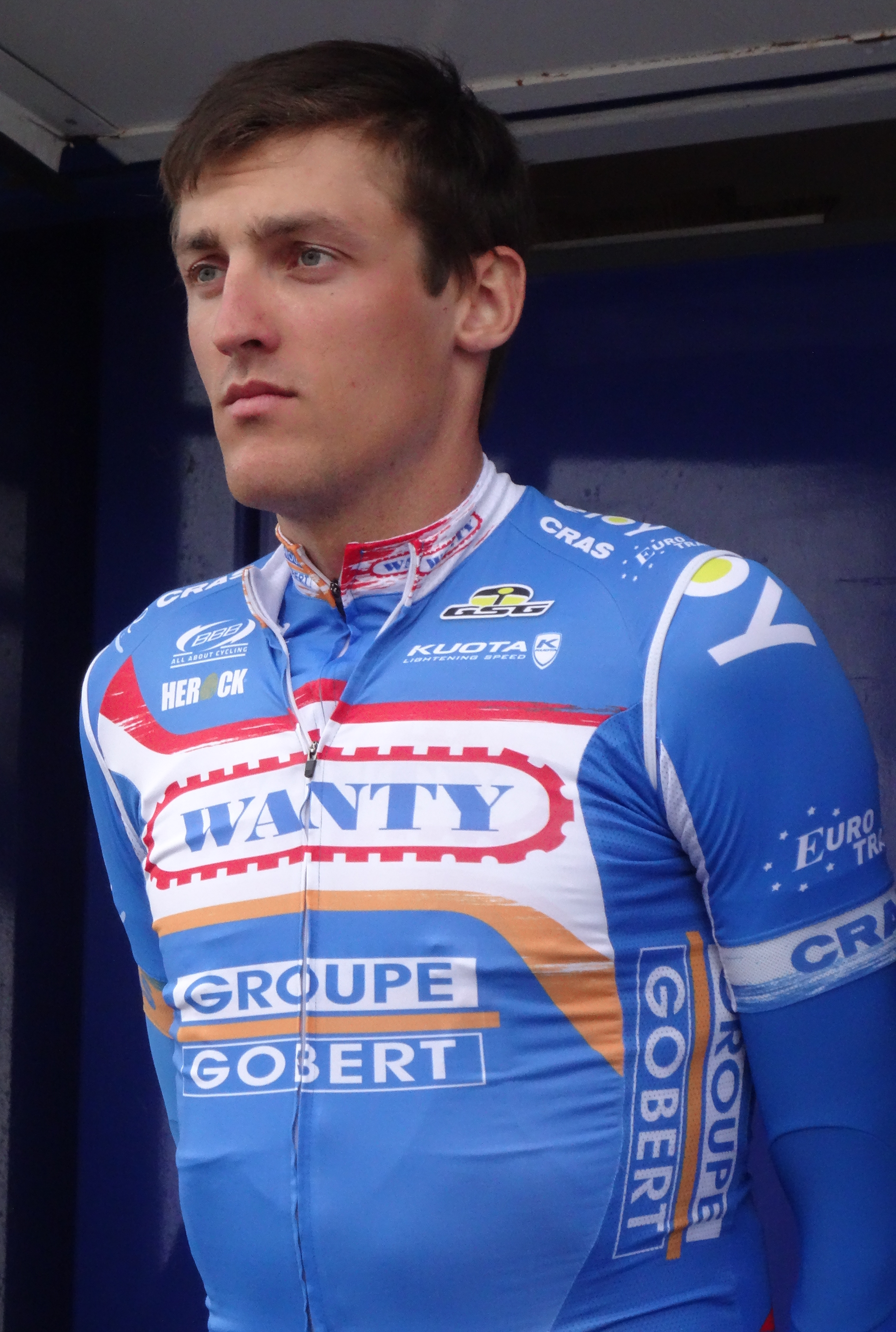
Francis De Greef.
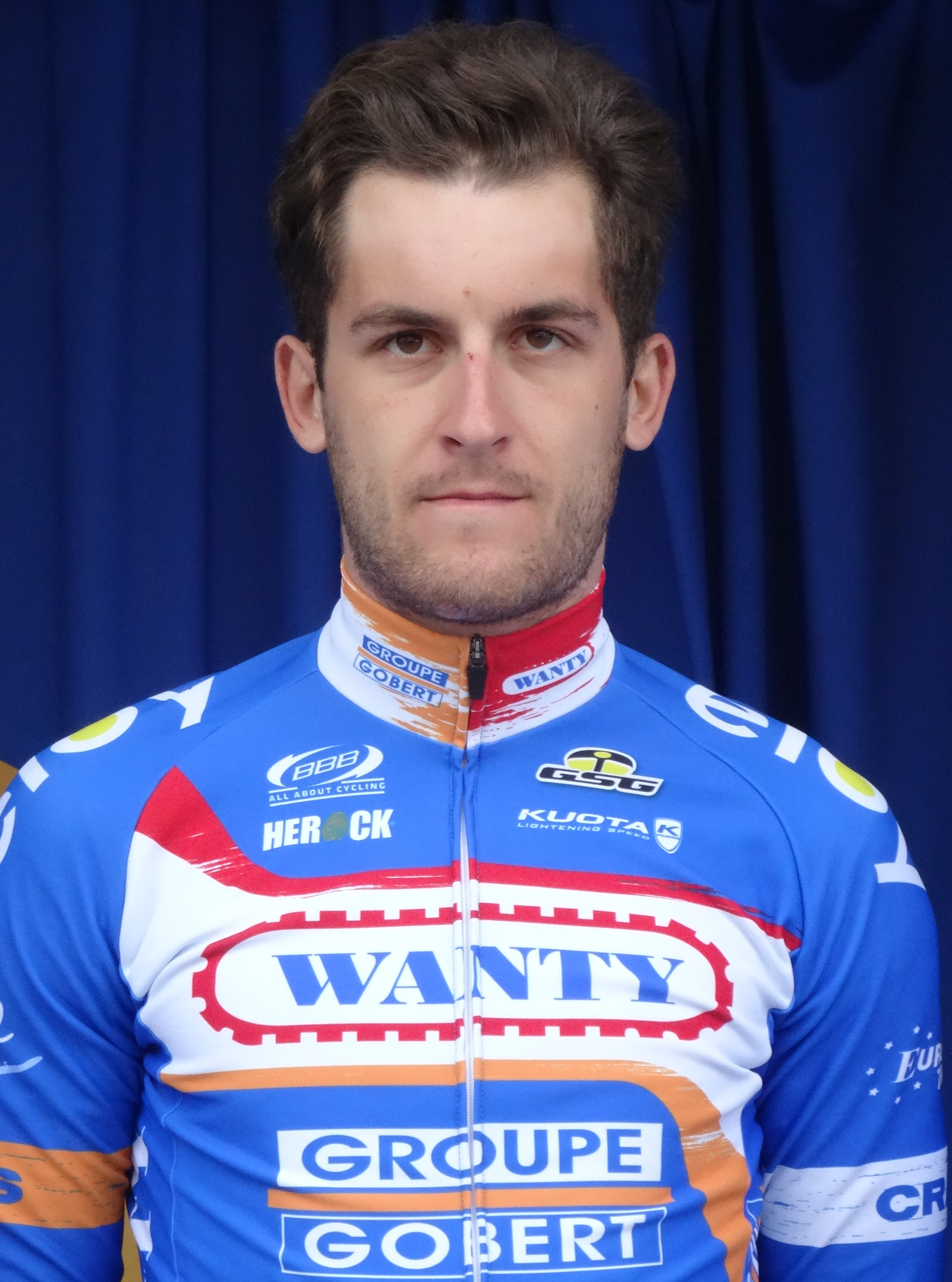
Tim De Troyer.
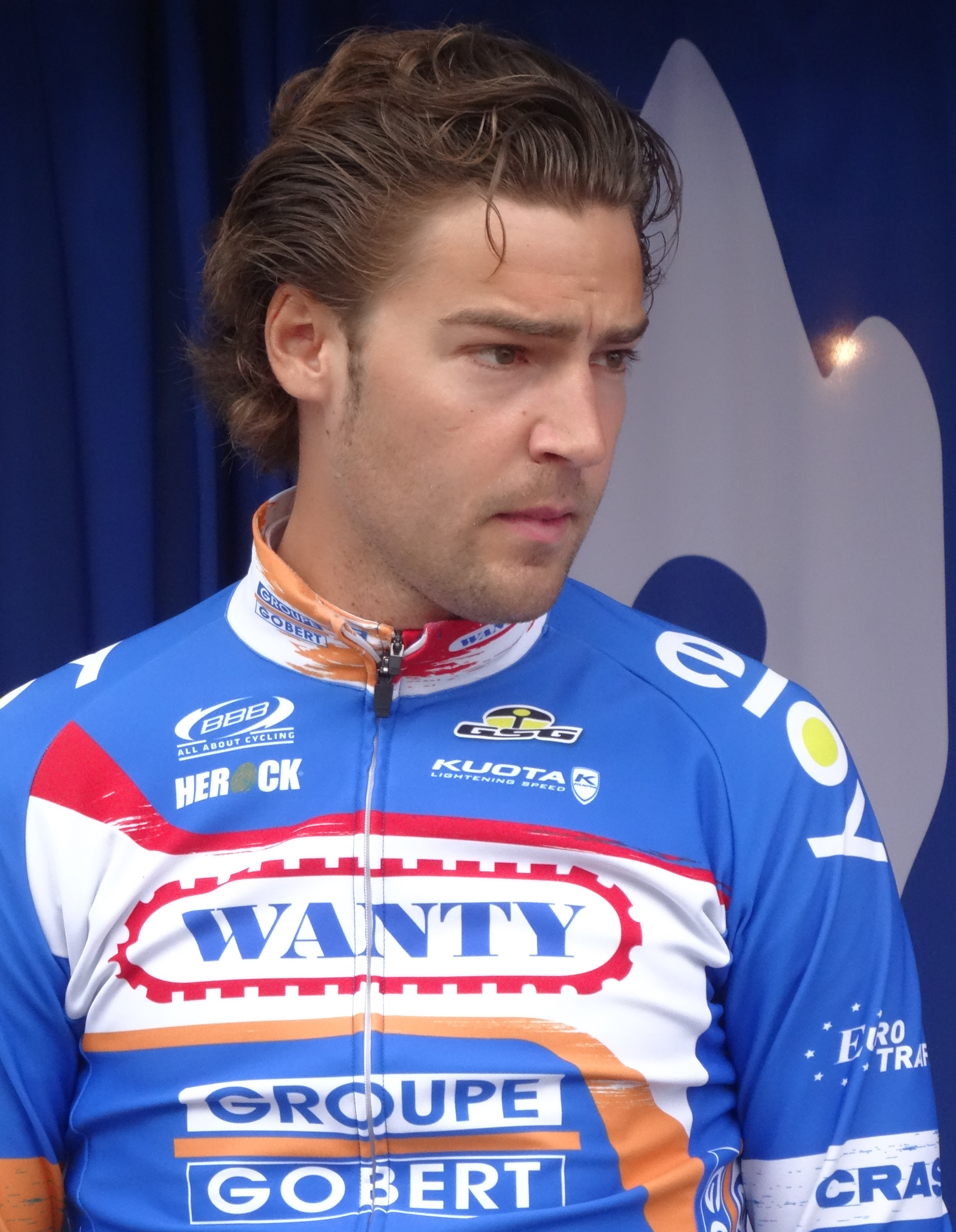
Laurens De Vreese.
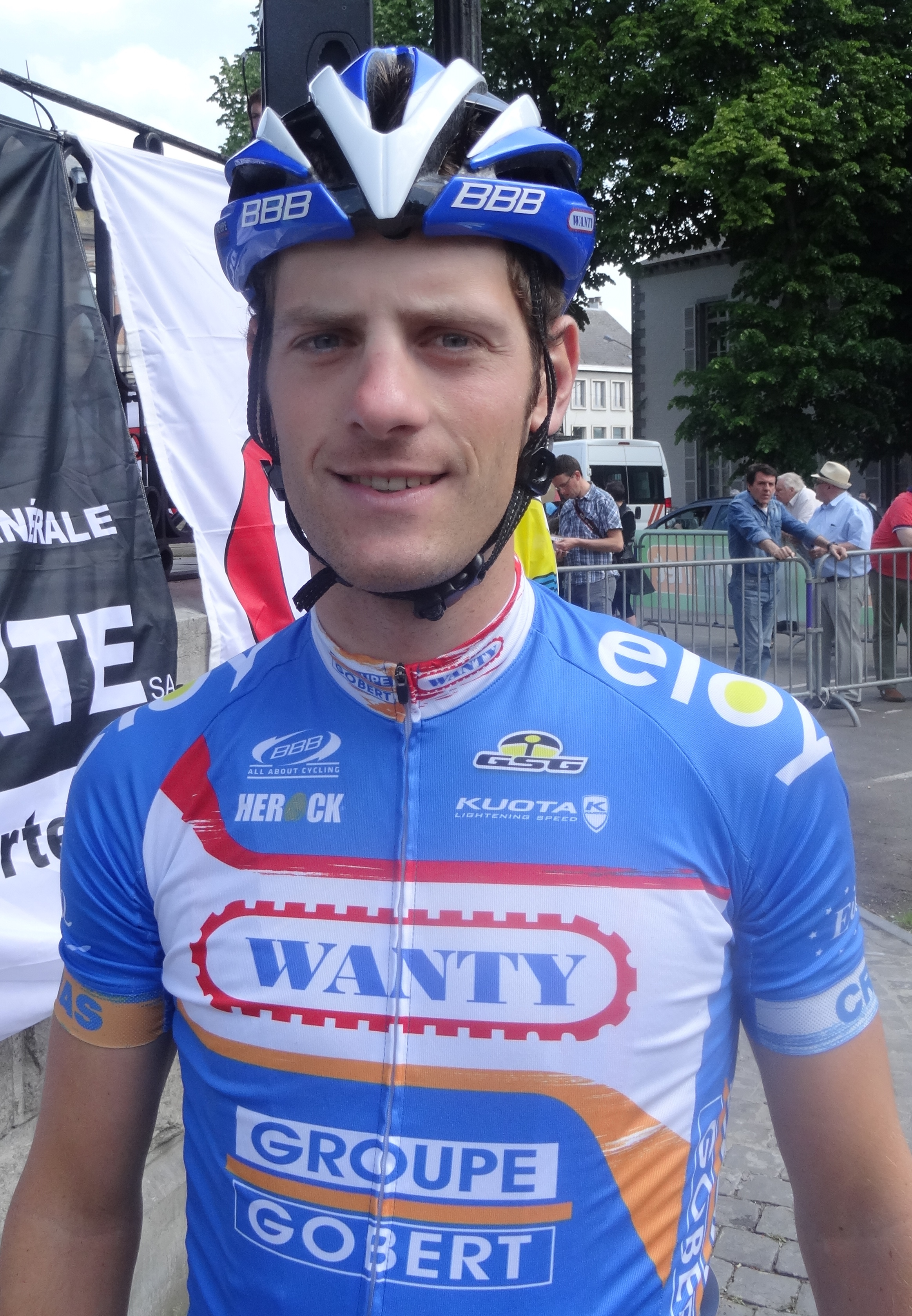
Thomas Degand.
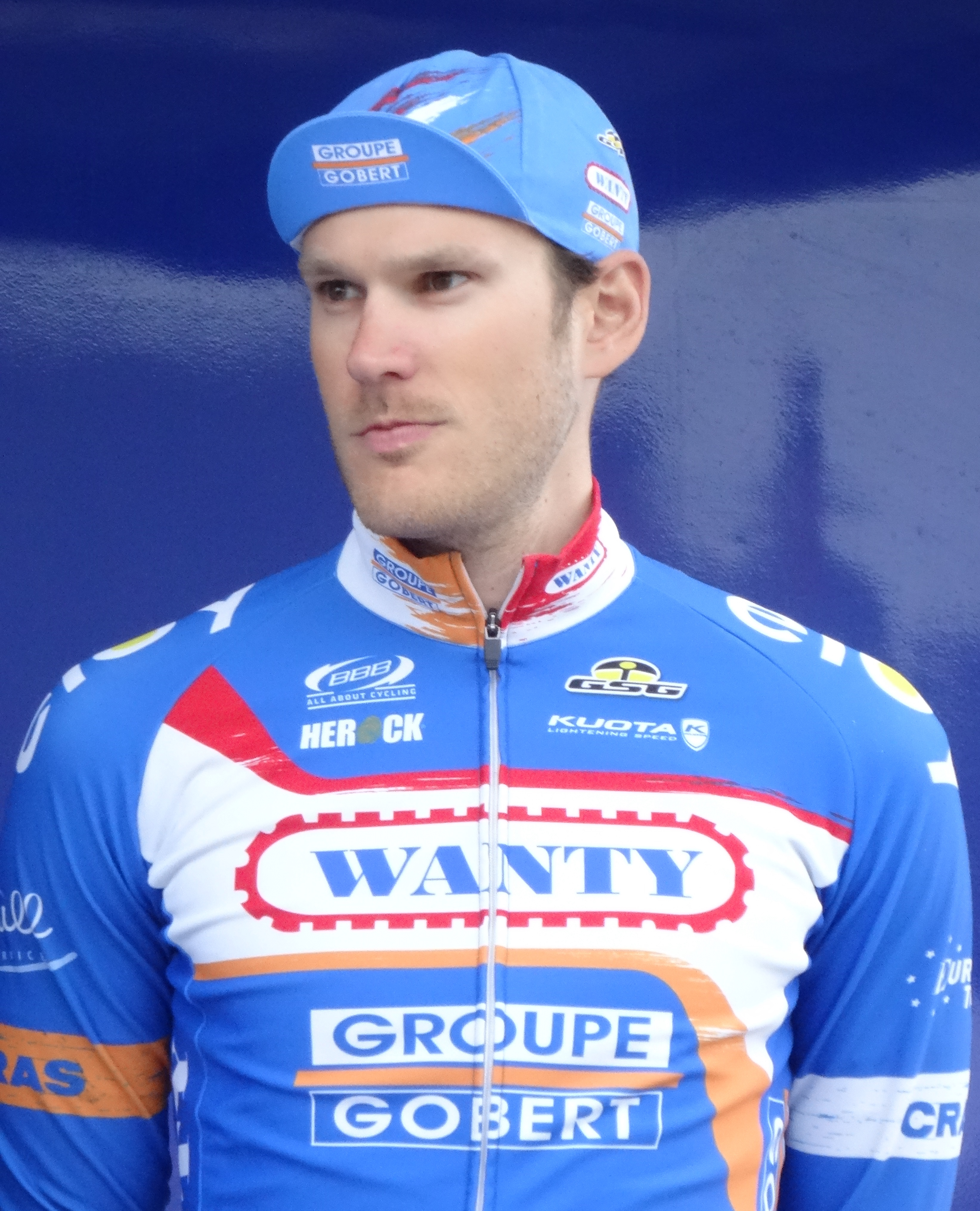
Jempy Drucker.
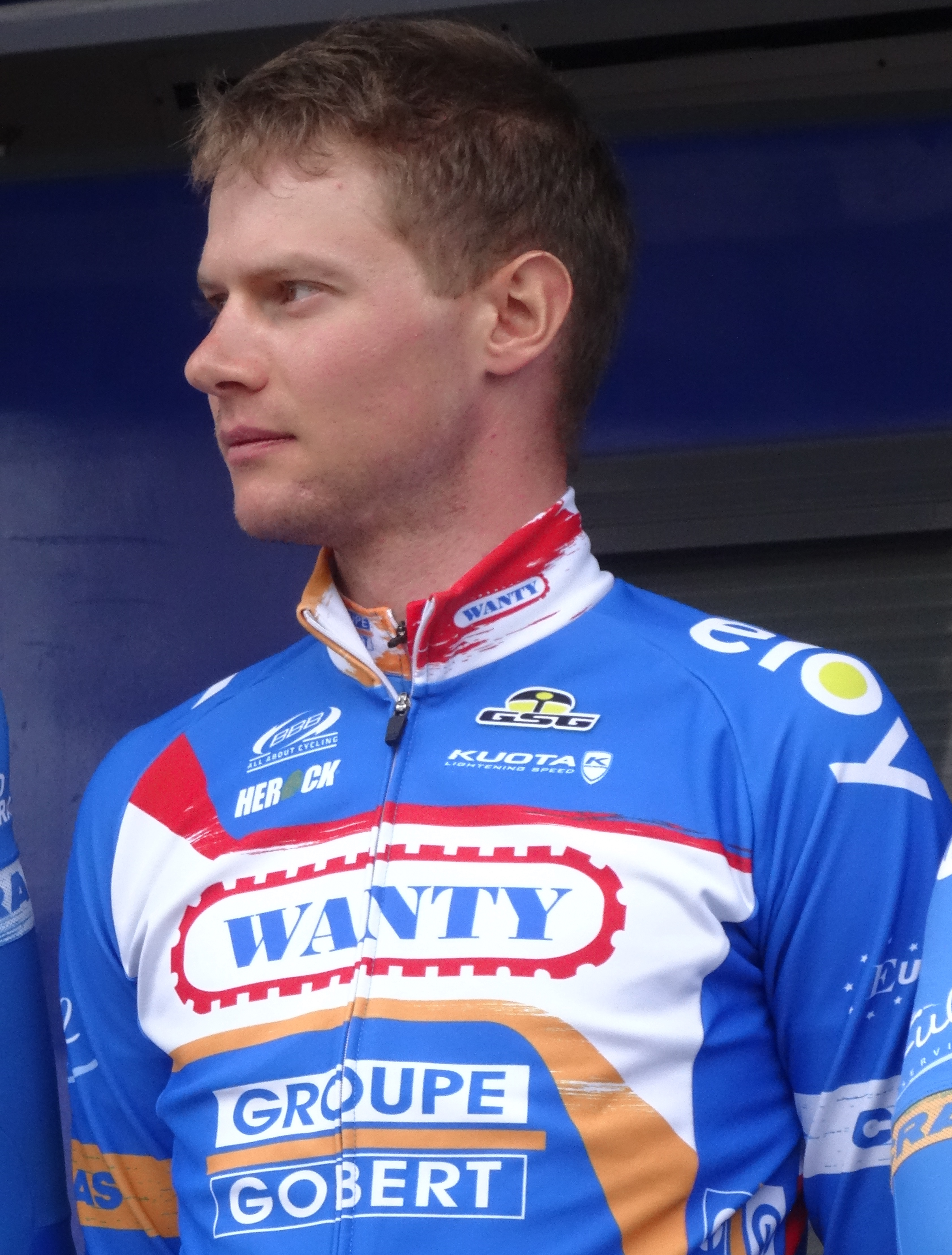
Jan Ghyselinck.
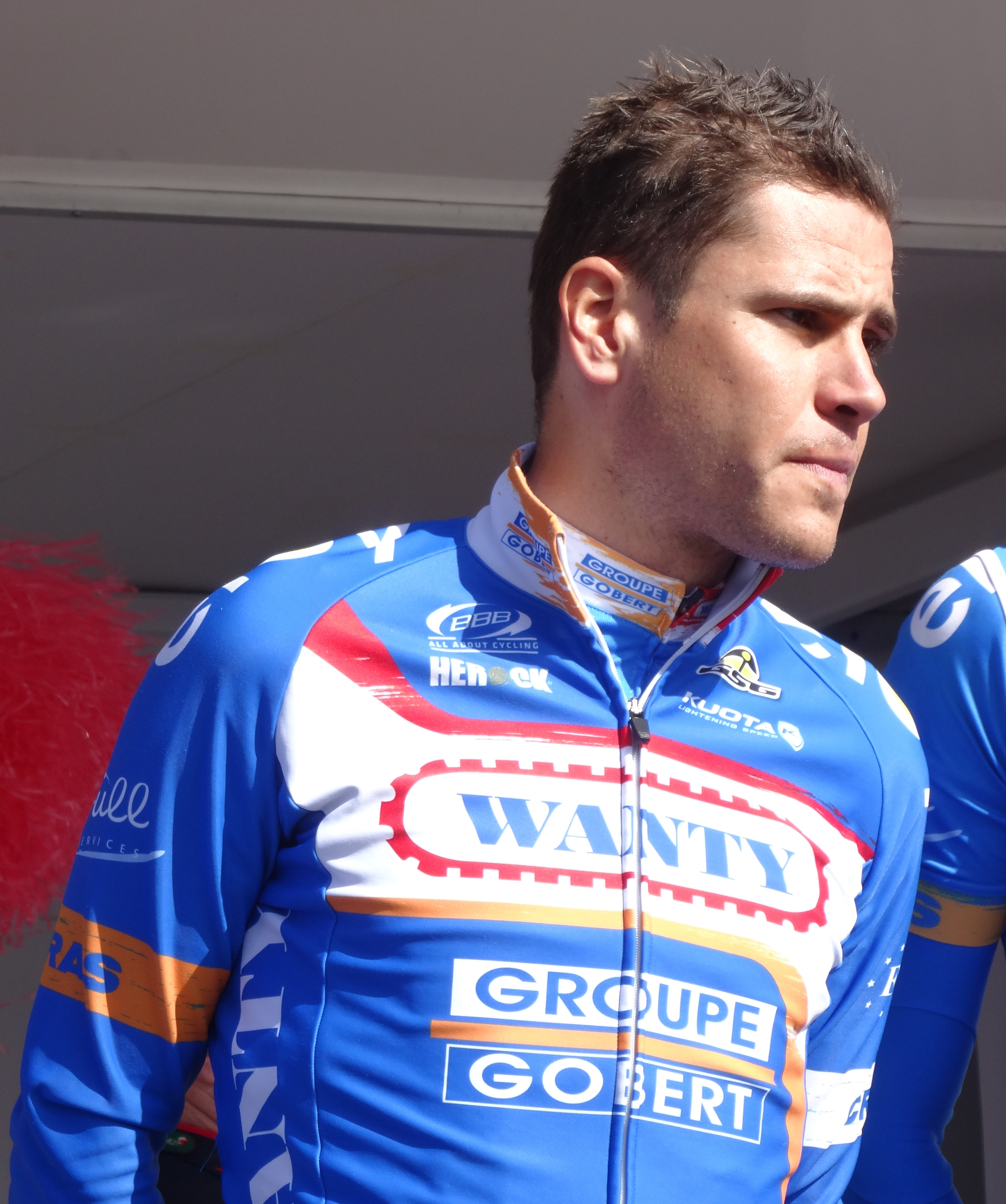
Jérôme Gilbert.
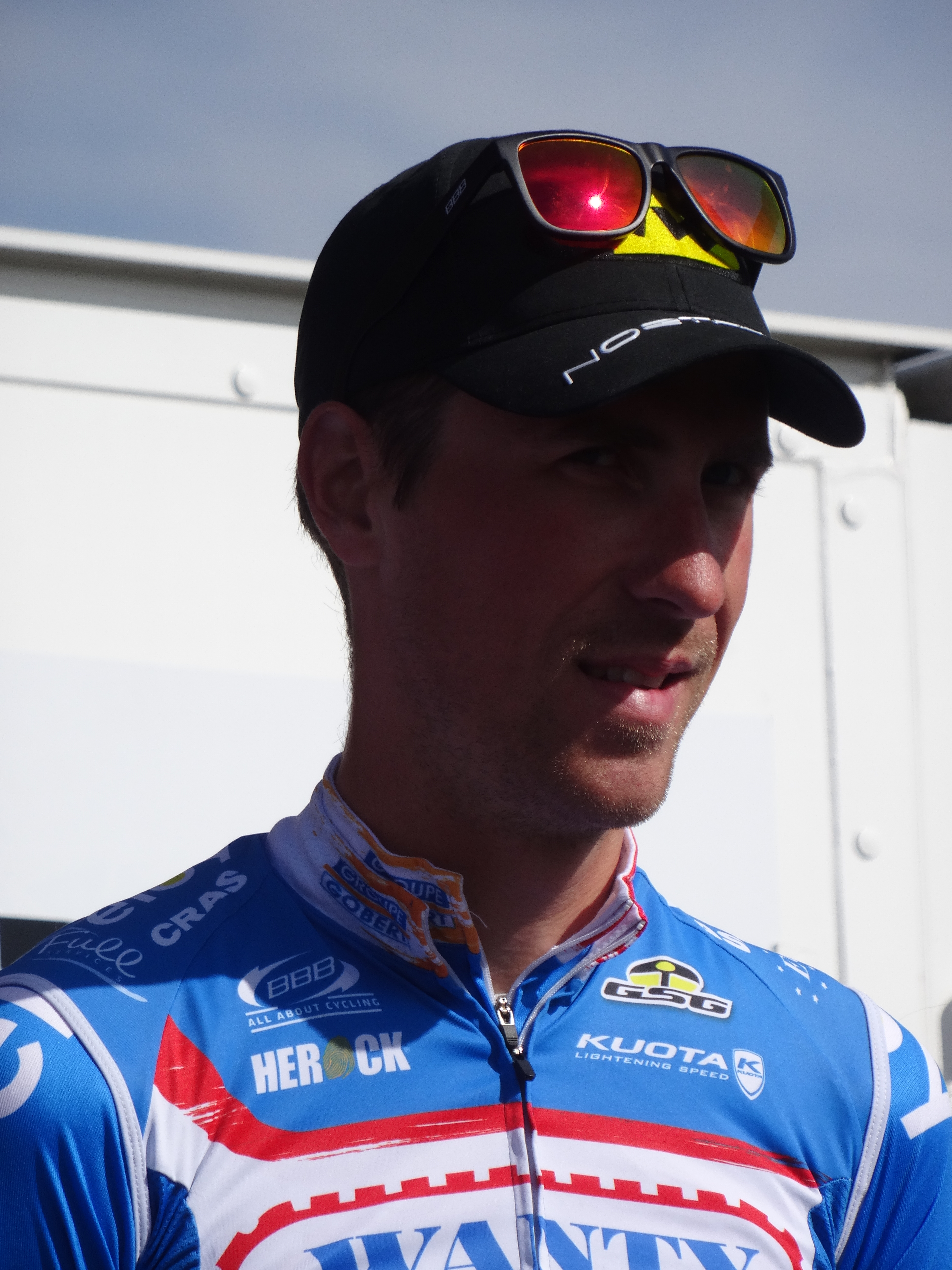
Grégory Habeaux.
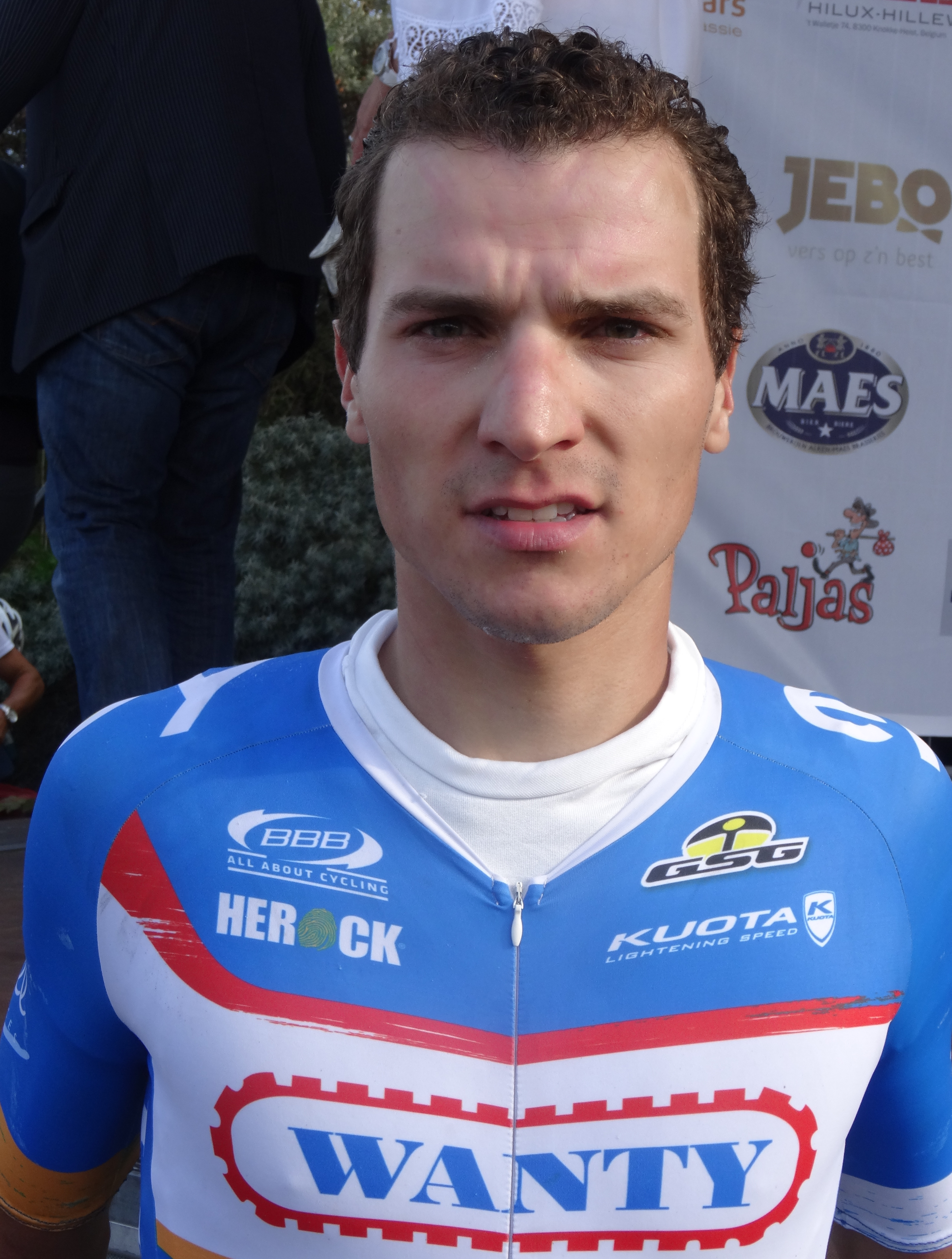
Roy Jans.
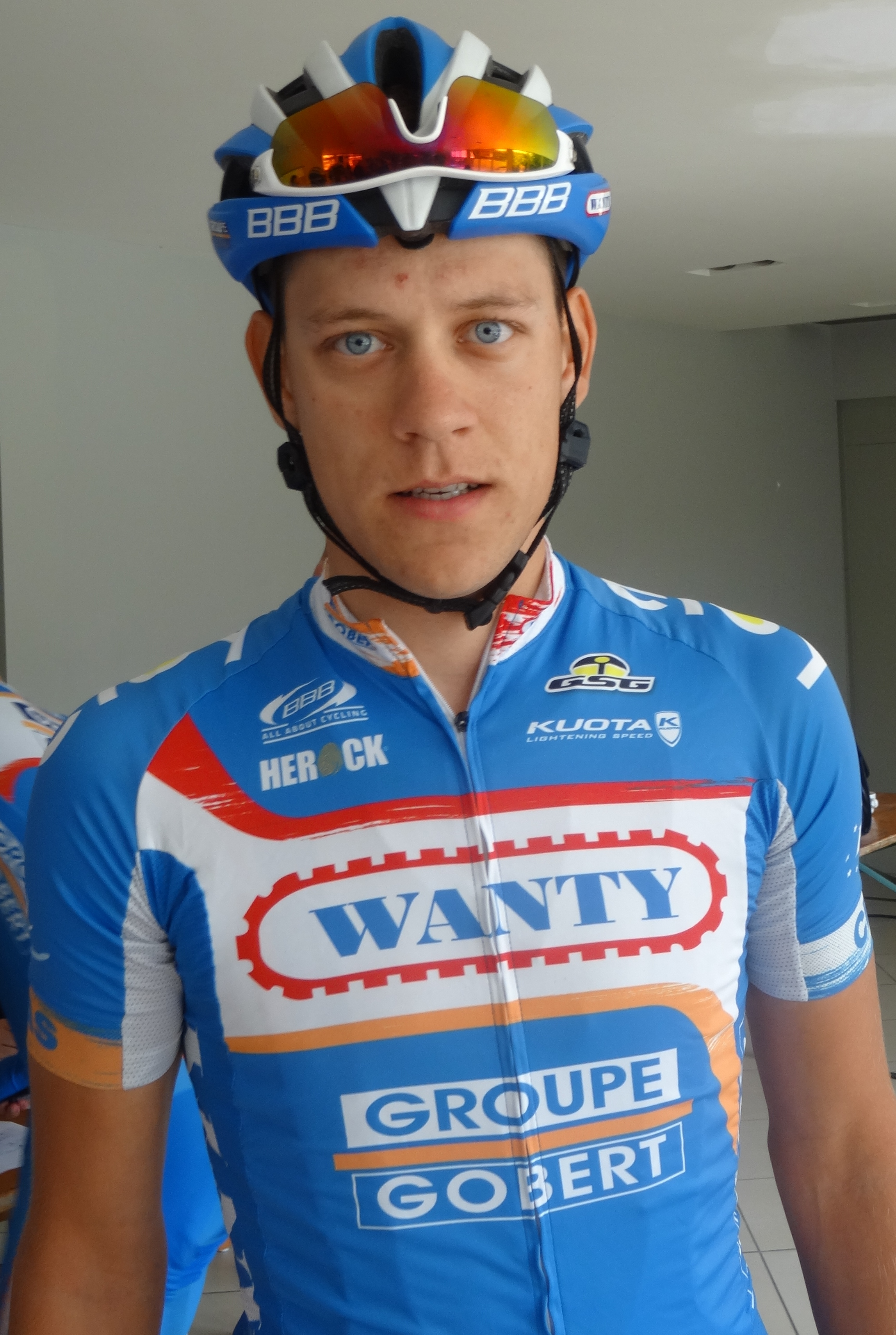
Wesley Kreder.
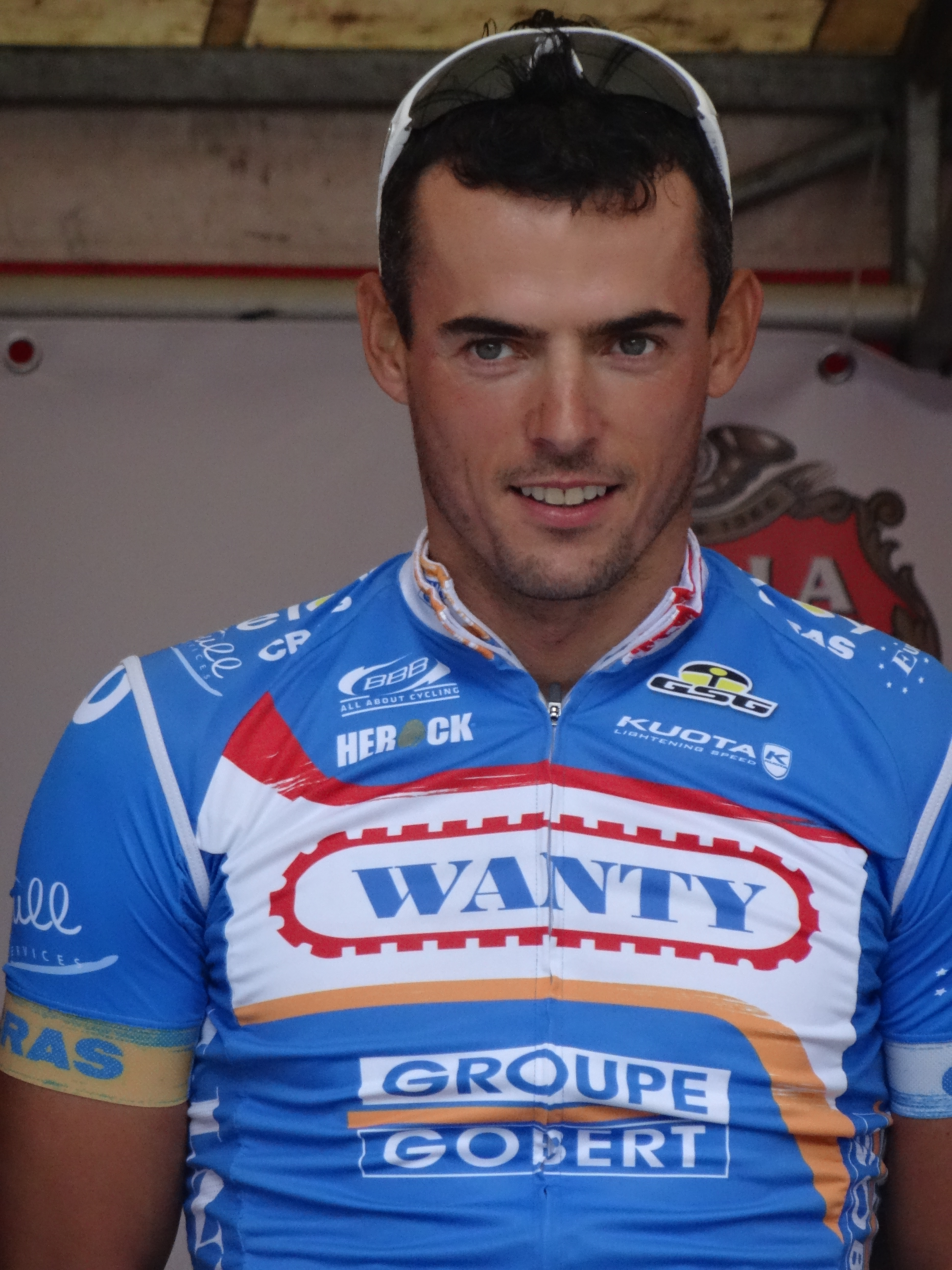
Björn Leukemans.
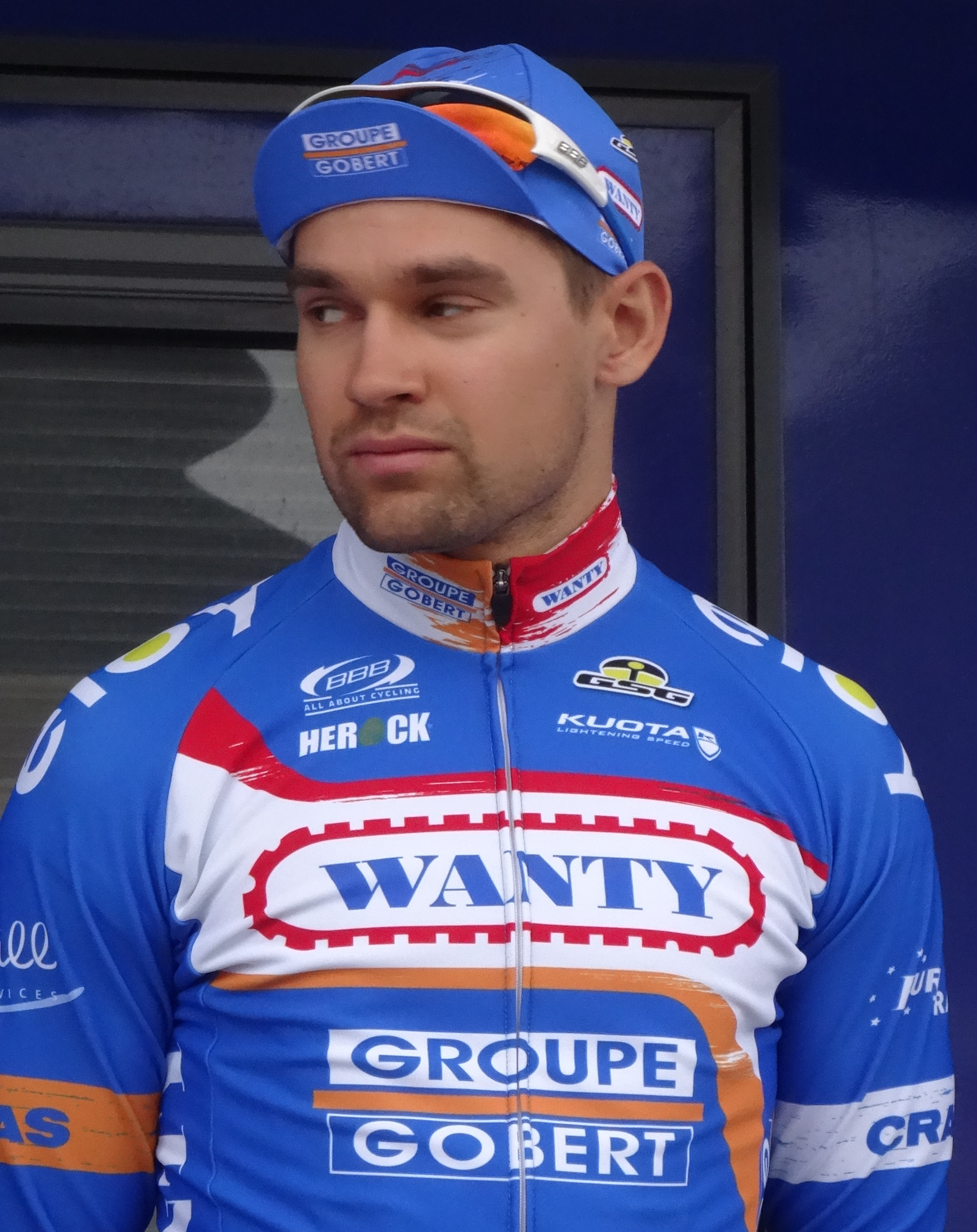
Marco Minnaard.
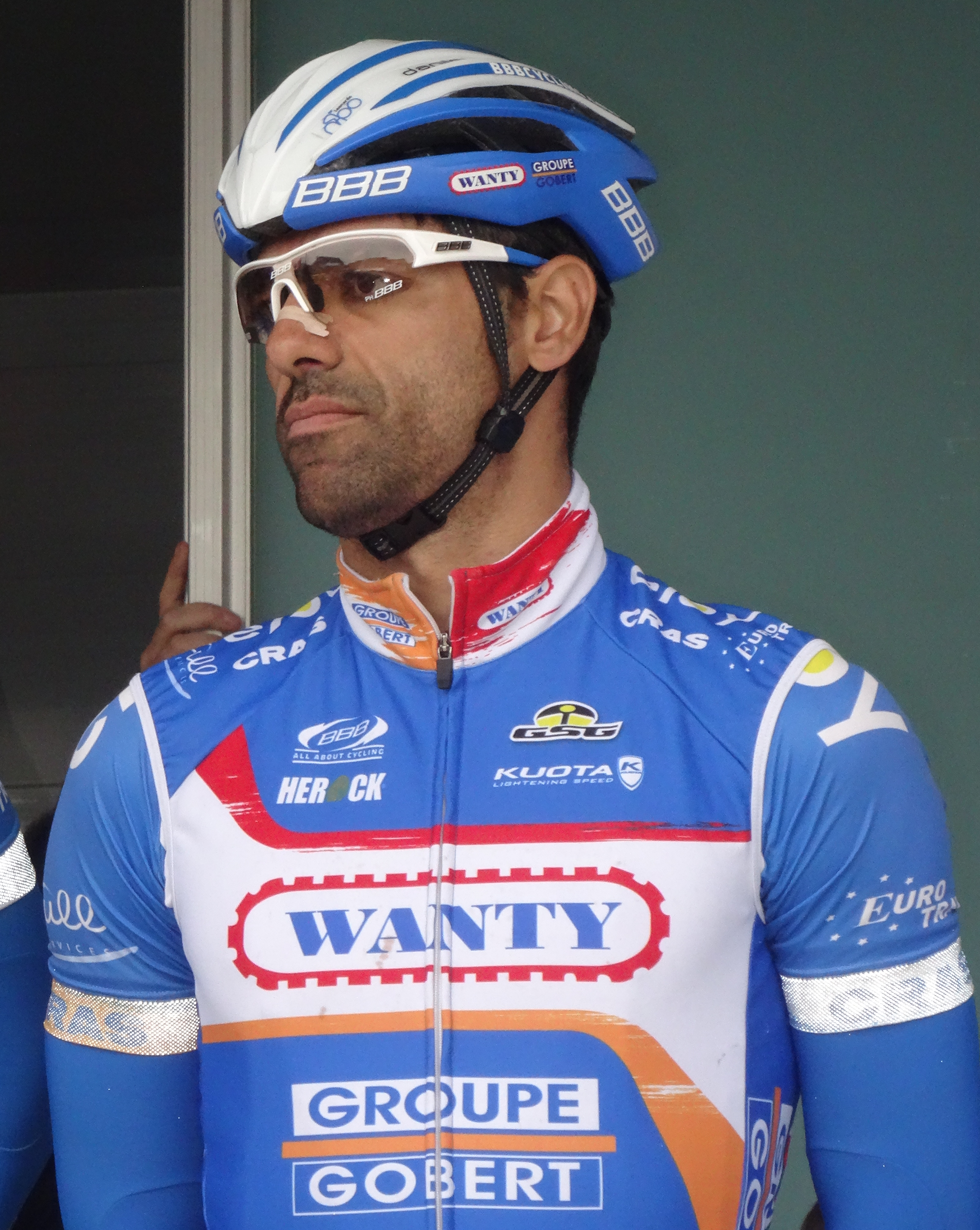
Danilo Napolitano.
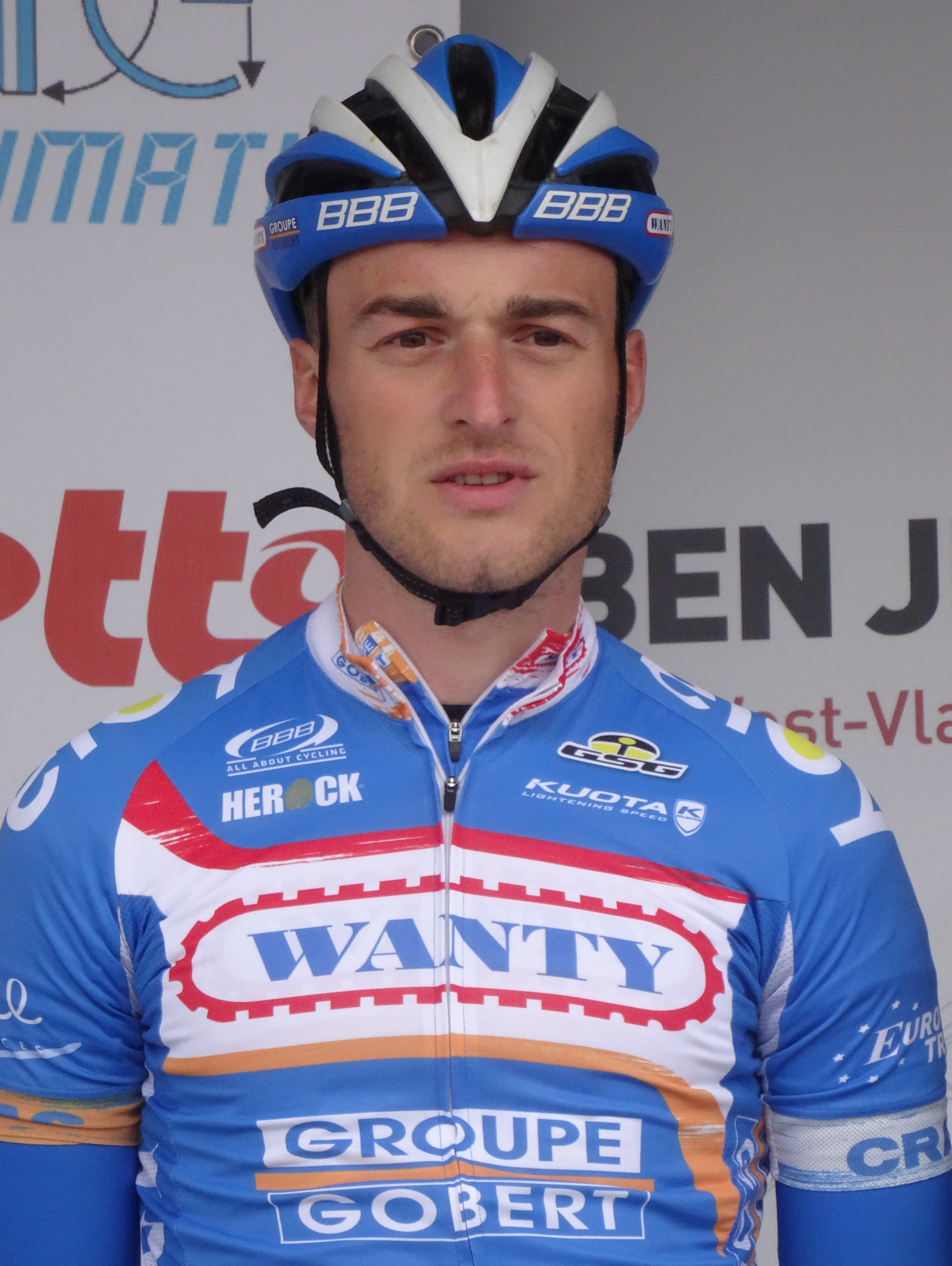
Fréderique Robert.
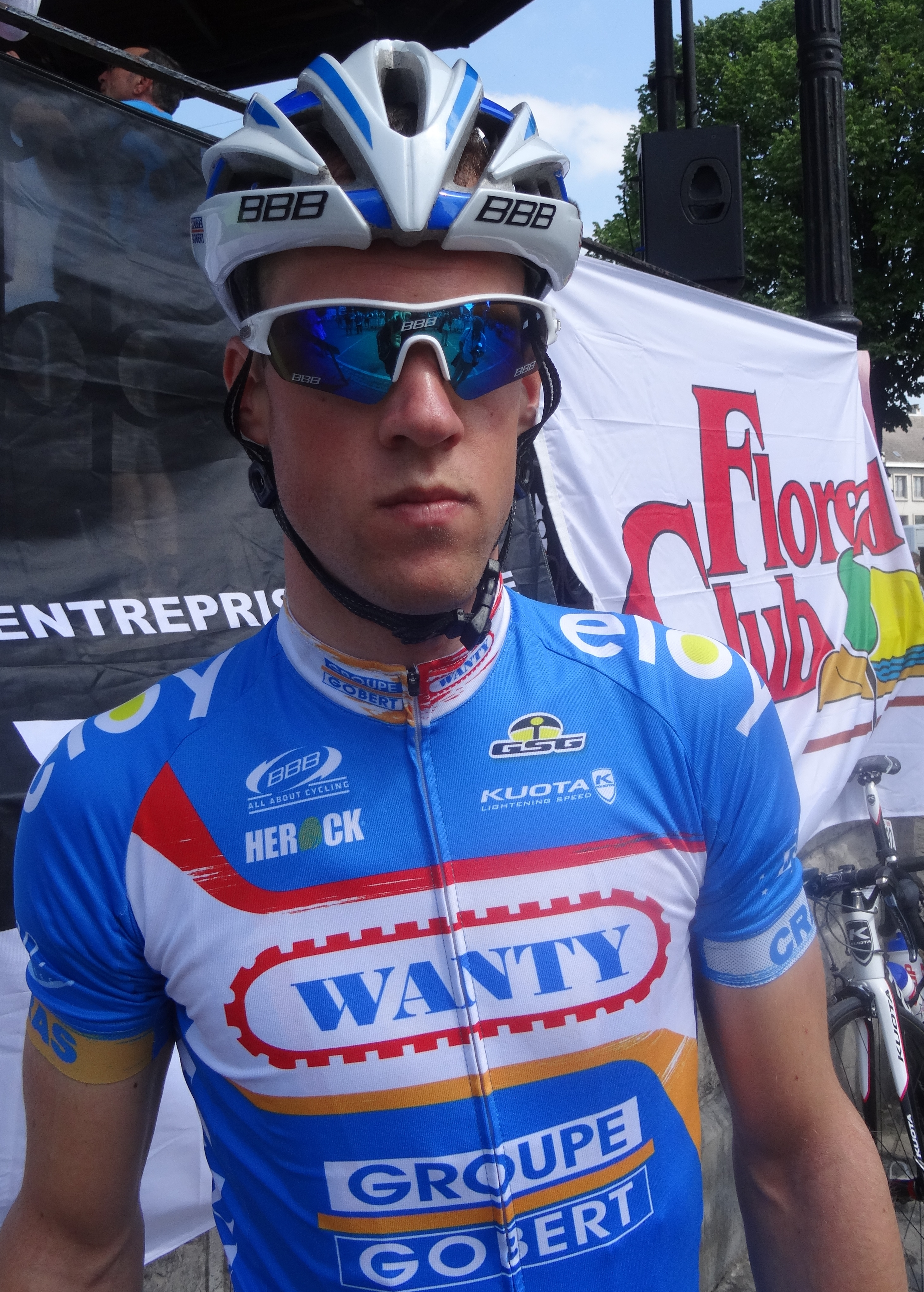
Kevin Seeldraeyers.
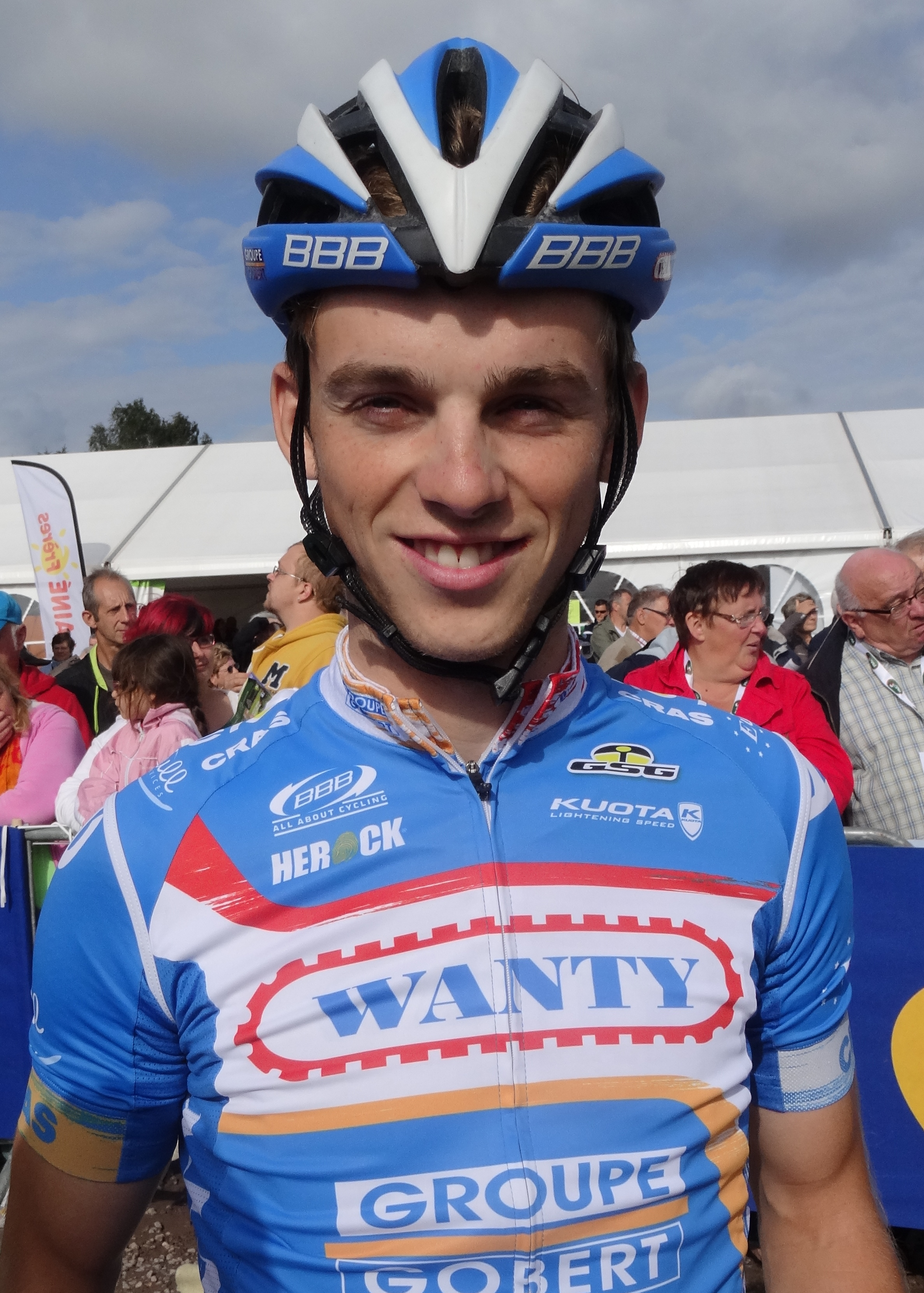
Lander Seynaeve.
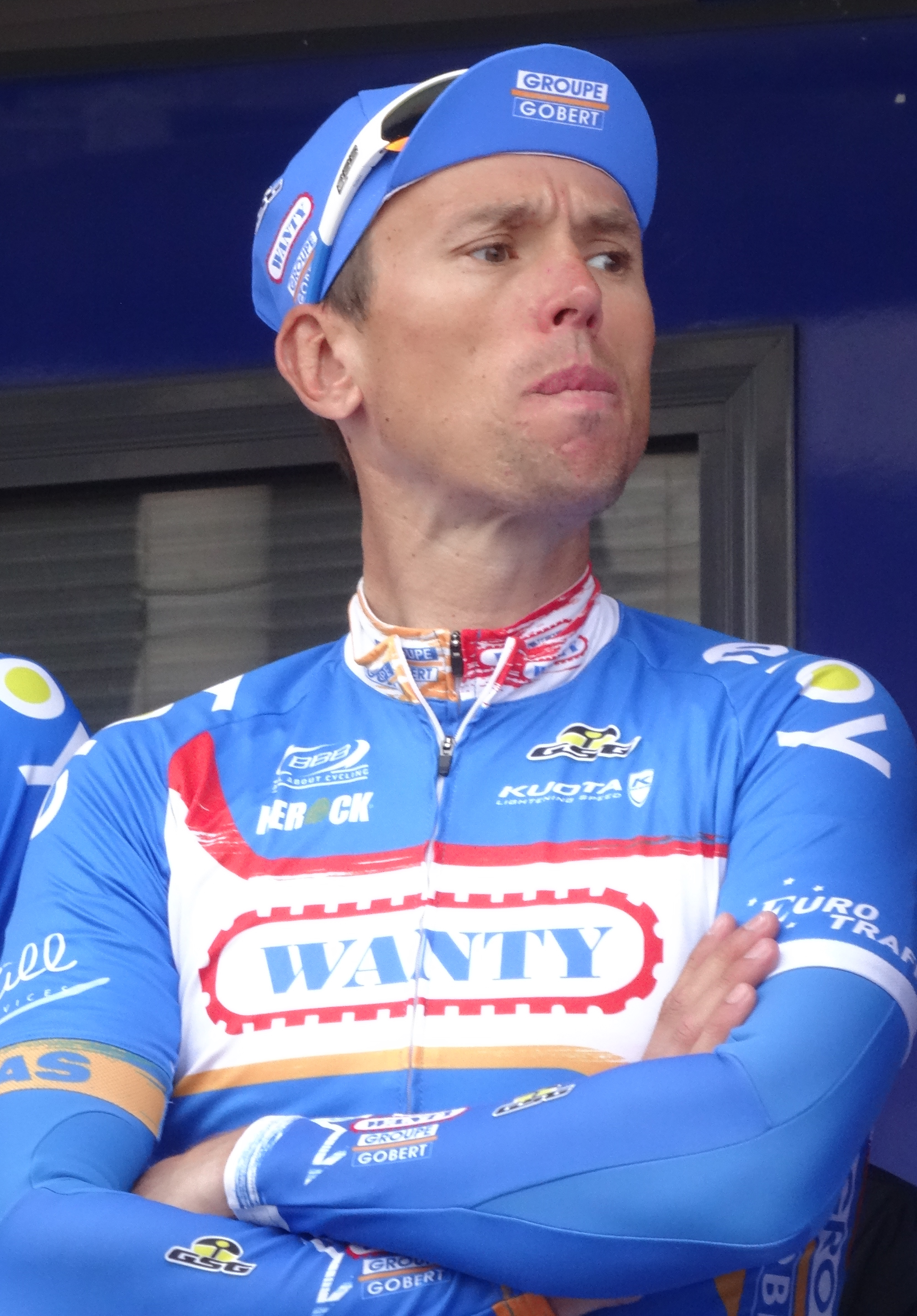
Nico Sijmens.
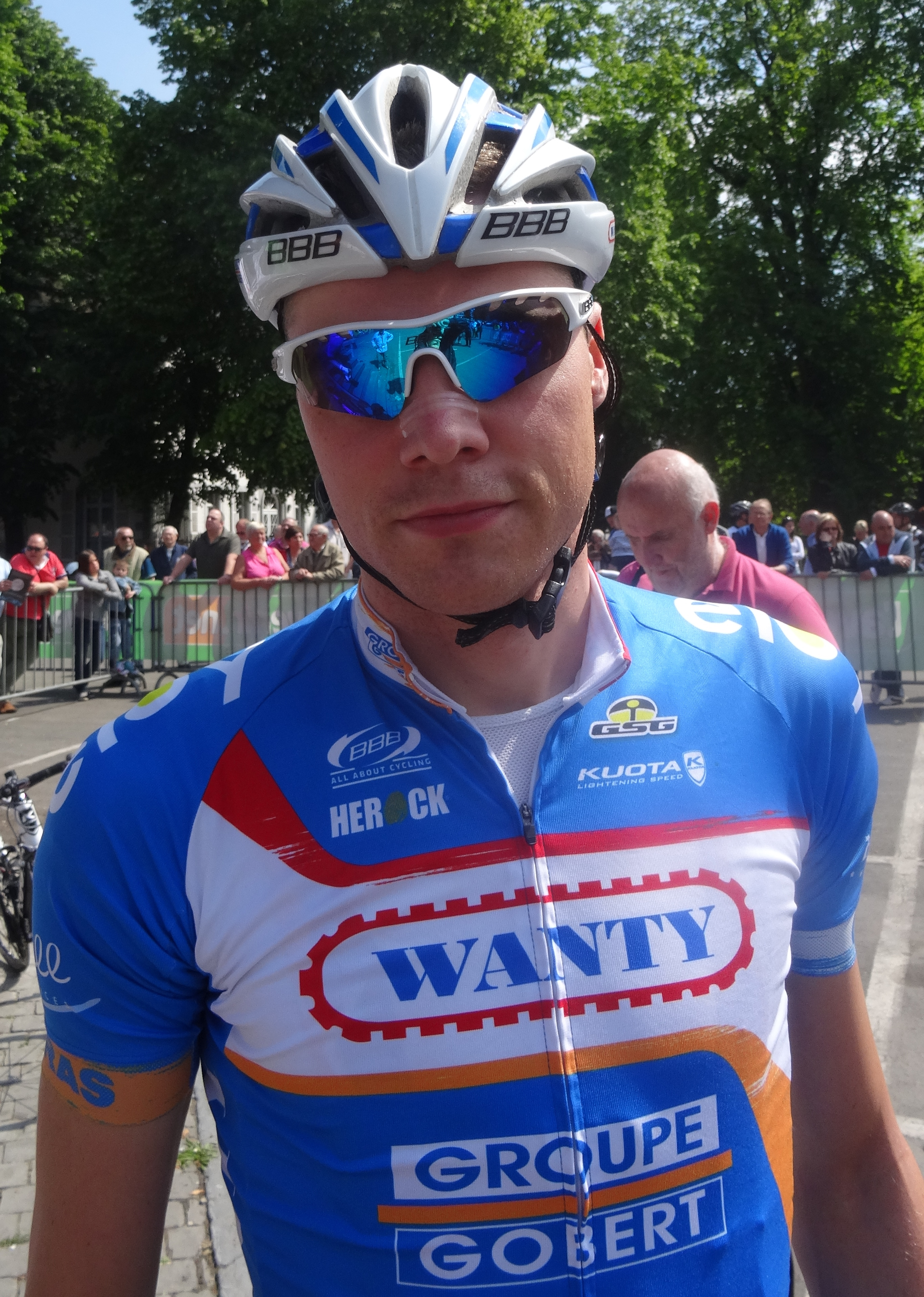
Kévin Van Melsen.
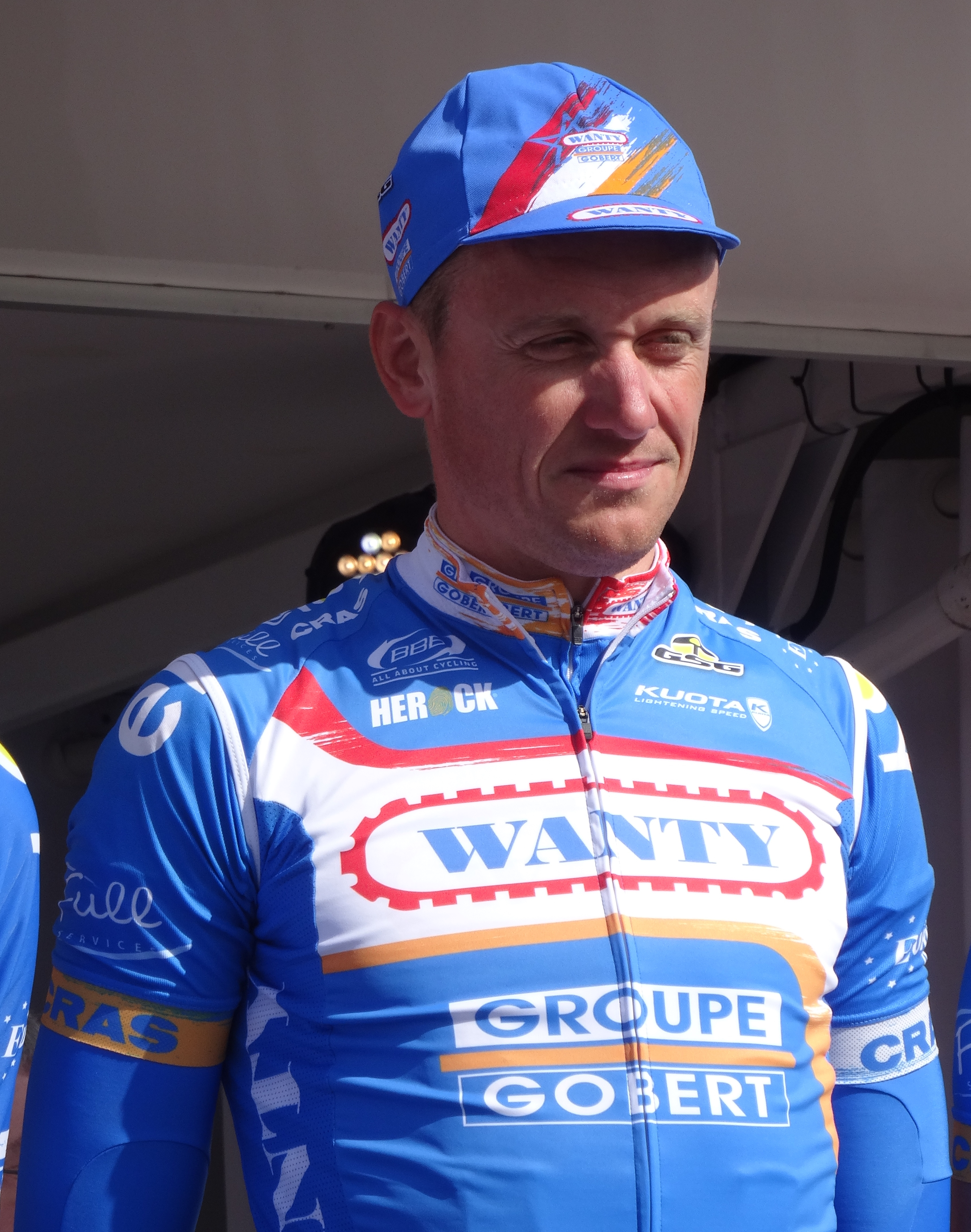
James Vanlandschoot.
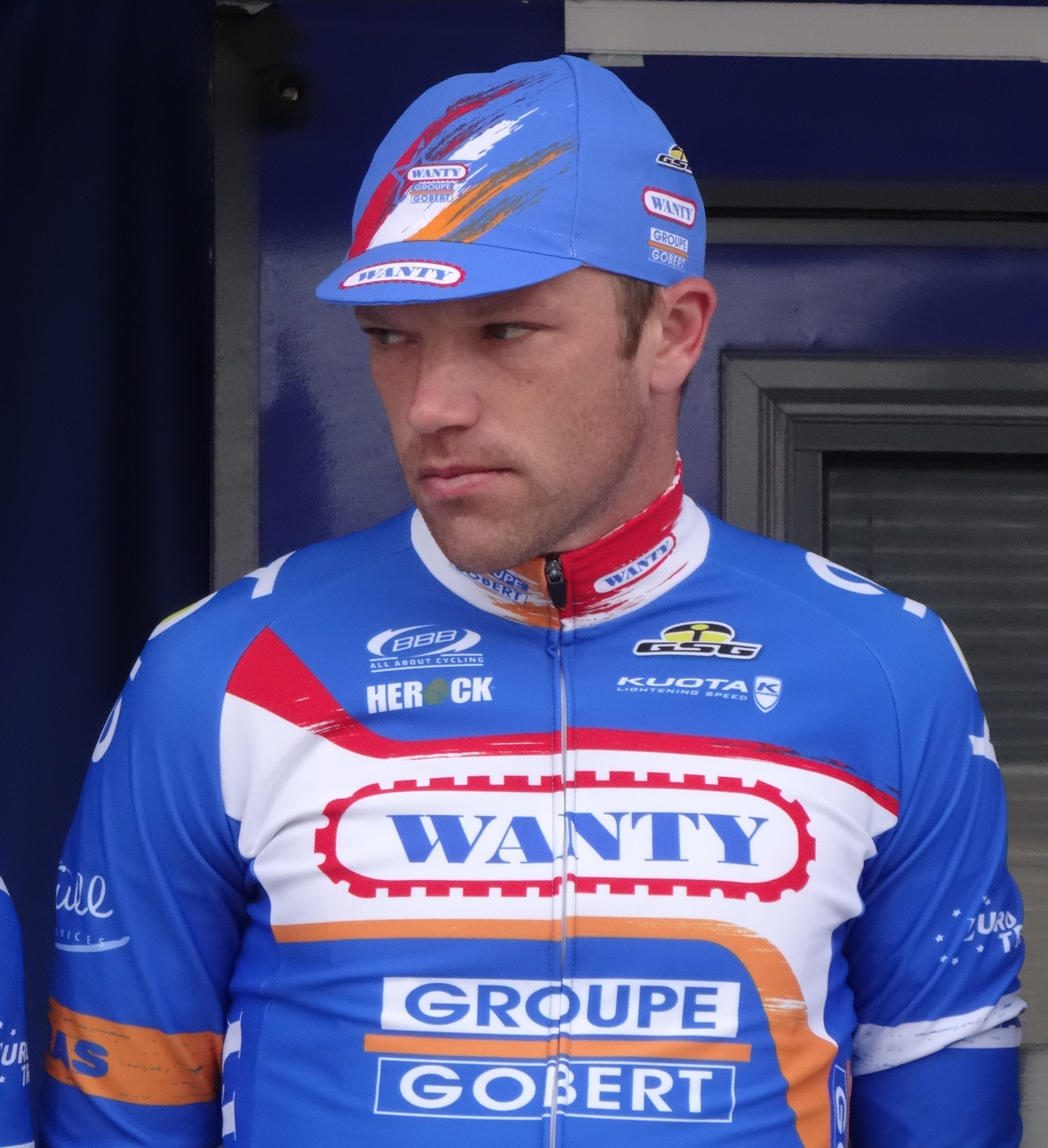
Frederik Veuchelen.

## Bilan de la saison

### Victoires
| Date       | Course                                             | Pays     | Classe | Vainqueur         |
| ---------- | -------------------------------------------------- | -------- | ------ | ----------------- |
| 14/01/2014 | 2e étape de la Tropicale Amissa Bongo              | Gabon    | 2.1    | Jérôme Baugnies   |
| 15/01/2014 | 3e étape de la Tropicale Amissa Bongo              | Gabon    | 2.1    | Roy Jans          |
| 18/01/2014 | 6e étape de la Tropicale Amissa Bongo              | Gabon    | 2.1    | Fréderique Robert |
| 19/01/2014 | 7e étape de la Tropicale Amissa Bongo              | Gabon    | 2.1    | Fréderique Robert |
| 16/03/2014 | Circuit du Pays de Waes                            | Belgique | 1.2    | Danilo Napolitano |
| 28/05/2014 | 1re étape du Tour des Fjords                       | Norvège  | 2.1    | Jérôme Baugnies   |
| 03/08/2014 | Polynormande                                       | France   | 1.1    | Jan Ghyselinck    |
| 19/08/2014 | 1re étape du Tour du Limousin                      | France   | 2.1    | Björn Leukemans   |
| 27/09/2014 | 1re étape du Tour du Gévaudan Languedoc-Roussillon | France   | 2.1    | Thomas Degand     |
| 28/09/2014 | Gooikse Pijl                                       | Belgique | 1.2    | Roy Jans          |

### Résultats sur les courses majeures
Les tableaux suivants représentent les résultats de l'équipe dans les principales courses du calendrier international dans lesquelles l'équipe bénéficie d'une invitation (trois des cinq classiques majeures). Pour chaque épreuve est indiqué le meilleur coureur de l'équipe, son classement ainsi que les accessits glanés par Wanty-Groupe Gobert sur les courses de trois semaines.

#### Classiques
| Classique            | Milan-San Remo | Tour des Flandres    | Paris-Roubaix         | Liège-Bastogne-Liège | Tour de Lombardie |
| -------------------- | -------------- | -------------------- | --------------------- | -------------------- | ----------------- |
| Coureur (classement) | Non invitée    | Björn Leukemans (9e) | Björn Leukemans (15e) | Thomas Degand (49e)  | Non invitée       |

#### Grands tours
| Grand tour           | Tour d'Italie | Tour de France | Tour d'Espagne |
| -------------------- | ------------- | -------------- | -------------- |
| Coureur (classement) | Non invitée   | Non invitée    | Non invitée    |
| Accessits            |               |                |                |

### Classements UCI

#### UCI Africa Tour
L'équipe Wanty-Groupe Gobert termine à la 6e place de l'Africa Tour avec 158 points. Ce total est obtenu par l'addition des points des huit meilleurs coureurs de l'équipe au classement individuel, cependant seuls six coureurs sont classés,.
| Rang | Coureur           | Points |
| ---- | ----------------- | ------ |
| 44   | Roy Jans          | 43     |
| 54   | Jérôme Baugnies   | 39     |
| 67   | Fréderique Robert | 32     |
| 75   | Grégory Habeaux   | 28     |
| 141  | Tim De Troyer     | 10     |
| 173  | Marco Minnaard    | 6      |

#### UCI Europe Tour
L'équipe Wanty-Groupe Gobert termine à la 2e place de l'Europe Tour avec 1 538 points. Ce total est obtenu par l'addition des points des huit meilleurs coureurs de l'équipe au classement individuel,.
| Rang | Coureur            | Points |
| ---- | ------------------ | ------ |
| 12   | Jempy Drucker      | 303    |
| 16   | Jérôme Baugnies    | 273    |
| 22   | Roy Jans           | 245    |
| 34   | Danilo Napolitano  | 215    |
| 44   | Björn Leukemans    | 188    |
| 93   | Jan Ghyselinck     | 123    |
| 98   | Thomas Degand      | 118    |
| 185  | Michel Kreder      | 73     |
| 225  | Tim De Troyer      | 61     |
| 241  | Wesley Kreder      | 56     |
| 319  | Laurens De Vreese  | 41     |
| 392  | Frederik Veuchelen | 33     |
| 473  | Marco Minnaard     | 24     |
| 609  | Kevin Seeldraeyers | 15     |
| 675  | Frederik Backaert  | 12     |
| 700  | Nico Sijmens       | 12     |
| 717  | Mirko Selvaggi     | 11     |
| 924  | Fréderique Robert  | 5      |